# Чемпионат мира по хоккею с шайбой 2019
Чемпионат мира по хоккею с шайбой 2019 — 83-й чемпионат мира по хоккею с шайбой под эгидой ИИХФ, который проходил в Словакии, в городах Братислава и Кошице, с 10 по 26 мая.
Третий чемпионский титул в своей истории завоевала сборная Финляндии, обыгравшая в финале Канаду со счетом 3:1.
Финская сборная, почти полностью составленная из игроков финской хоккейной лиги, включавшая в себя 18 дебютантов, считалась чуть ли не главным аутсайдером турнира, и многие эксперты предвещали им невыход из группы. В итоге победа финнов стала главной сенсацией чемпионата, а также одной из самых значимых побед в истории финского хоккея.
Бронзовые медали достались сборной России, которая в буллитной серии оказалась сильнее сборной Чехии и выиграла 3:2.

## Выбор места проведения
На проведение турнира было подано две официальных заявки: Словакия и Швейцария.
Ранее, Словакия проводила чемпионат мира 2011 года, тогда он также проходил в городах Кошице и Братислава. Тот чемпионат выиграла Финляндия, а страна-хозяйка заняла 3-е место в предварительном раунде и не вышла из группы. Согласно заявке на 2019 год, одним из городов, принимающих чемпионат мира, сразу был назван Кошице. Второй город подлежал определению; впоследствии этим городом стала столица страны.
Швейцария проводила чемпионаты мира 9 раз, последний из которых был в 2009 году. На проведение турнира 2019 года претендовало 4 города: Клотен, Фрибур, Цуг и Цюрих. Окончательное решение о городах-кандидатах было принято 31 декабря 2014 года. Но 12 января 2015 года Швейцария отозвала заявку, решив бороться за право проведения чемпионата-2020 (в итоге она получила такое право).
Таким образом, Словакия осталась единственным кандидатом на проведение чемпионата мира по хоккею 2019 года.
Окончательное решение о месте проведения  чемпионата было принято 15 мая 2015 года на конгрессе Международной федерации хоккея с шайбой в Чехии.

## Арены
| Словакия                                         | Словакия          | Словакия                      |
| Братислава                                       | Кошице Братислава | Кошице                        |
| ------------------------------------------------ | ----------------- | ----------------------------- |
| Зимний стадион Ондрея Непелы Вместимость: 10 055 | Кошице Братислава | Стил Арена Вместимость: 8 340 |
|                                                  | Кошице Братислава |                               |

## Регламент
16 сборных разделяются на две группы по 8 команд. Турнир в группах проводится по круговой системе (каждый играет с каждым). Команды, занявшие первые 4 места, выходят в плей-офф, а команды, занявшие восьмые места, выбывают в первый дивизион чемпионата мира 2020 года.
В случае, если бы сборная Швейцарии заняла 8-е место в своей группе, она не отправилась бы в первый дивизион, так как является страной-организатором следующего чемпионата мира. Вместо неё в таком случае выбыванию подлежала бы сборная, занявшая 7-е место (но в результате Швейцария заняла более высокое место в группе и данное положение стало неактуальным).
Определение положений команд в группе:
1. по набранным очкам
2. по очной встрече (для 2 команд, набравших одинаковое количество очков)
3. по встречам между 3 и более командами, набравшими одинаковое количество очков (здесь и далее правила применяются для 3 и более команд, среди которых нужно выявить лучшую)
4. по разнице забитых-пропущенных шайб
5. по числу забитых шайб
6. по результатам встреч с командой, занявшей на одно более высокое место, чем 3 или более команды, среди которых нужно выявить лучшую
7. по результатам встреч с командой, занявшей на два более высокое место, чем 3 или более команды, среди которых нужно выявить лучшую
8. по номеру посева

Плей-офф включает в себя четвертьфинал, полуфинал, матч за 3-е место и финал. В четвертьфинале команды играют крест-накрест: команды, занявшие 1-е места в своей группе, играют с командами, занявшими 4-е места в другой группе, команды, занявшие 2-е места в своей группе сыграют с командами, занявшими 3-е места в другой группе. Команды победившие в четвертьфинале, выходят в полуфинал. Команды победившие в полуфинале выходят в финал, а проигравшие играют матч за 3-е место.
Начиная с данного чемпионата мира, вводится повторный посев команд в полуфиналах. Команда с самым высоким номером посева играет против команды с самым низким номером посева. Номер посева определяется по итоговому турнирному положению в предварительном раунде.
Овертаймы во всех матчах мирового первенства, включая четвертьфиналы, полуфиналы и матч за 3-е место, проходят в формате «три на три» (по три полевых игрока каждой команды), продолжительностью десять минут, если команды не выявят победителя в овертайме, последуют буллиты. В серии буллитов каждая команда пробивает по пять бросков.
В финале серия буллитов не предусмотрена, продолжительность каждого овертайма — 20 минут, формат овертайма — «три на три».

## Участники
Своё участие в чемпионате гарантировала сборная Словакии на правах страны-хозяйки, а также сборные Великобритании и Италии, которые заняли два первых места на турнире первого дивизиона ЧМ-2018. Ещё 13 сборных квалифицировались на турнир по итогам ЧМ-2018. Впервые с 1994 года в турнире принимала участие сборная Великобритании.
| 14 из Европы | Австрия ∗    | Великобритания ^ | Германия ∗  | Дания ∗   |  |
| 14 из Европы | Италия ^     | Латвия ∗         | Норвегия ∗  | Россия ∗  |  |
| 14 из Европы | Словакия ∗ + | Чехия ∗          | Финляндия ∗ | Франция ∗ |  |
| 14 из Европы | Швейцария ∗  | Швеция ∗         |             |           |  |
| 2 из Северной Америки | Канада ∗     | США ∗            |             |           |  |
| Примечание: * - 14 команд автоматически квалифицировались в высший дивизион по итогам ЧМ-2018 ^ - 2 команды перешли в высший дивизион по итогам первого дивизиона ЧМ-2018 + - страна-хозяйка |              |                  |             |           |  |

## Судьи
ИИХФ выбрала 16 главных и 16 линейных судей в качестве официальных судей на чемпионате мира по хоккею в 2019 году. Ими стали:
| - Алекси Рантала - Микко Каукокари - Мануэль Николич - Бретт Айверсон - Оливье Гуэн - Мартин Франё - Ян Грибик - Гордон Шукис | - Роман Гофман - Евгений Ромасько - Максим Сидоренко - Линус Олунд - Тобиас Бьорк - Петер Стано - Джереми Тафтс - Стефен Рено |

| - Дмитрий Голяк - Дастин Маккранк - Натан Ваностен - Мирослав Лготский - Иржи Ондрачек - Рене Йенсен - Ханну Сормунен - Лаури Никулайнен | - Эндрю Далтон - Дмитрий Шишло - Глеб Лазарев - Роман Кадерли - Юп Леермакерс - Андреас Мальмквист - Брайан Оливер - Билл Хэнкок |

## Предварительный раунд
|  | Команды, выходящие в четвертьфинал                                          |
|  | Команды, переходящие в группу A первого дивизиона чемпионата мира 2020 года |

### Группа A (Кошице)
| М | Сборная        | И | В | ВО | ПО | П | ШЗ | ШП | РШ  | О  |
| - | -------------- | - | - | -- | -- | - | -- | -- | --- | -- |
| 1 | Канада         | 7 | 6 | 0  | 0  | 1 | 36 | 11 | +25 | 18 |
| 2 | Финляндия      | 7 | 5 | 0  | 1  | 1 | 22 | 11 | +11 | 16 |
| 3 | Германия       | 7 | 5 | 0  | 0  | 2 | 18 | 18 | 0   | 15 |
| 4 | США            | 7 | 4 | 1  | 0  | 2 | 27 | 15 | +12 | 14 |
| 5 | Словакия       | 7 | 3 | 1  | 0  | 3 | 28 | 19 | +9  | 11 |
| 6 | Дания          | 7 | 1 | 1  | 1  | 4 | 18 | 23 | -5  | 6  |
| 7 | Великобритания | 7 | 0 | 1  | 0  | 6 | 9  | 41 | -32 | 2  |
| 8 | Франция        | 7 | 0 | 0  | 2  | 5 | 14 | 34 | -20 | 2  |

#### Отчёты о матчах
| 10 мая 2019 16:15 | Финляндия | 3 : 1 (1:1, 0:0, 2:0) | Канада | Стил Арена, Кошице Зрителей: 6764 |

| Отчёт | Отчёт                        | Отчёт                                                 | Отчёт                                               | Отчёт                                                                     |
| --- | ---------------------------- | ----------------------------------------------------- | --------------------------------------------------- | ------------------------------------------------------------------------- |
| |                              |                                                       |                                                     |                                                                           |
| | Кевин Ланкинен — 00:00-60:00 | Вратари                                               | 00:00-58:18 — Мэтт Мюррей 59:26-60:00 — Мэтт Мюррей | Судьи: Тобиас Бьорк Ян Грибик Линейные судьи: Брайан Оливер Иржи Ондрачек |
| | Голы:                        |                                                       |                                                     | Судьи: Тобиас Бьорк Ян Грибик Линейные судьи: Брайан Оливер Иржи Ондрачек |
| Каапо Какко — 06:47 (С. Маннинен, А. Иломяки) Артту Иломяки (бол.) — 42:36 (М. Лехтонен, Т. Раяла) Каапо Какко (п.в.) — 59:26 | 1 : 0 1 : 1 2 : 1 3 : 1      | 08:03 — Жонатан Маршессо (бол.) (М. Стоун, Ш. Теодор) |                                                     | Судьи: Тобиас Бьорк Ян Грибик Линейные судьи: Брайан Оливер Иржи Ондрачек |
| |                              |                                                       |                                                     | Судьи: Тобиас Бьорк Ян Грибик Линейные судьи: Брайан Оливер Иржи Ондрачек |
| |                              |                                                       |                                                     | Судьи: Тобиас Бьорк Ян Грибик Линейные судьи: Брайан Оливер Иржи Ондрачек |
| |                              |                                                       |                                                     | Судьи: Тобиас Бьорк Ян Грибик Линейные судьи: Брайан Оливер Иржи Ондрачек |
| 2 мин | Штраф                        | 4 мин                                                 |                                                     | Судьи: Тобиас Бьорк Ян Грибик Линейные судьи: Брайан Оливер Иржи Ондрачек |
| |                              |                                                       |                                                     |                                                                           |
| | 27                           | Броски                                                | 21                                                  |                                                                           |

| 10 мая 2019 20:15 | США | 1 : 4 (1:1, 0:2, 0:1) | Словакия | Стил Арена, Кошице Зрителей: 7430 |

| Отчёт                                              | Отчёт                       | Отчёт | Отчёт                      | Отчёт                                                                               |
| -------------------------------------------------- | --------------------------- | --- | -------------------------- | ----------------------------------------------------------------------------------- |
|                                                    |                             | |                            |                                                                                     |
|                                                    | Кори Шнайдер — 00:00-60:00  | Вратари | 00:00-60:00 — Патрик Рыбар | Судьи: Оливье Гуэн Евгений Ромасько Линейные судьи: Глеб Лазарев Андреас Мальмквист |
|                                                    | Голы:                       | |                            | Судьи: Оливье Гуэн Евгений Ромасько Линейные судьи: Глеб Лазарев Андреас Мальмквист |
| Алекс Дебринкэт (бол.) — 12:05 (П. Кейн, Д. Айкел) | 0 : 1 : 1 1 : 2 1 : 3 1 : 4 | 04:02 — Матуш Сукель (М. Студенич) 21:52 — Эрик Чернак (бол.) (А. Секера) 24:58 — Томаш Татар (Р. Паник) 55:54 — Михал Криштоф (М. Маринчин) |                            | Судьи: Оливье Гуэн Евгений Ромасько Линейные судьи: Глеб Лазарев Андреас Мальмквист |
|                                                    |                             | |                            | Судьи: Оливье Гуэн Евгений Ромасько Линейные судьи: Глеб Лазарев Андреас Мальмквист |
|                                                    |                             | |                            | Судьи: Оливье Гуэн Евгений Ромасько Линейные судьи: Глеб Лазарев Андреас Мальмквист |
|                                                    |                             | |                            | Судьи: Оливье Гуэн Евгений Ромасько Линейные судьи: Глеб Лазарев Андреас Мальмквист |
| 4 мин                                              | Штраф                       | 4 мин |                            | Судьи: Оливье Гуэн Евгений Ромасько Линейные судьи: Глеб Лазарев Андреас Мальмквист |
|                                                    |                             | |                            |                                                                                     |
|                                                    | 26                          | Броски | 36                         |                                                                                     |

| 11 мая 2019 12:15 | Дания | 5 : 4 (Б) (2:1, 1:3, 1:0, 0:0, 1:0) | Франция | Стил Арена, Кошице Зрителей: 6190 |

| Отчёт | Отчёт                                                      | Отчёт | Отчёт                      | Отчёт                                                                           |
| --- | ---------------------------------------------------------- | --- | -------------------------- | ------------------------------------------------------------------------------- |
| |                                                            | |                            |                                                                                 |
| | Себастьян Дам — 00:00-65:00                                | Вратари | 00:00-65:00 — Флориан Арди | Судьи: Алекси Рантала Джереми Тафтс Линейные судьи: Дмитрий Голяк Иржи Ондрачек |
| | Голы:                                                      | |                            | Судьи: Алекси Рантала Джереми Тафтс Линейные судьи: Дмитрий Голяк Иржи Ондрачек |
| Фредерик Сторм — 19:06 Маркус Лауридсен (бол.) — 19:56 (Ф. Сторм, Й. Йенсен) Ларс Эллер — 35:29 (М. Бёдкер) Йеспер Йенсен — 46:34 (Н. Йенсен, Н. Майер) Фредерик Сторм (поб. бул.) — 65:00 Ларс Эллер Николас Йенсен Миккель Бёдкер Фредерик Сторм | 0 : 1 : 1 2 : 1 2 : 2 : 3 2 : 4 3 : 4 4 : 4 5 : 4 Буллиты: | 08:55 — Шарль Бертран (бол.) (В. Клеро, К. Экефей) 24:08 — Оливье Даме Малька 32:21 — Дамьен Флёри (Т. Бозон, К. Экефей) 33:55 — Валентин Клеро (бол.) (А. Реш, Т. Бозон) Александр Тексье Шарль Бертран Антони Реш Саша Трей Дамьен Флёри |                            | Судьи: Алекси Рантала Джереми Тафтс Линейные судьи: Дмитрий Голяк Иржи Ондрачек |
| |                                                            | |                            | Судьи: Алекси Рантала Джереми Тафтс Линейные судьи: Дмитрий Голяк Иржи Ондрачек |
| |                                                            | |                            | Судьи: Алекси Рантала Джереми Тафтс Линейные судьи: Дмитрий Голяк Иржи Ондрачек |
| |                                                            | |                            | Судьи: Алекси Рантала Джереми Тафтс Линейные судьи: Дмитрий Голяк Иржи Ондрачек |
| 8 мин | Штраф                                                      | 8 мин |                            | Судьи: Алекси Рантала Джереми Тафтс Линейные судьи: Дмитрий Голяк Иржи Ондрачек |
| |                                                            | |                            |                                                                                 |
| | 39                                                         | Броски | 28                         |                                                                                 |

| 11 мая 2019 16:15 | Германия | 3 : 1 (0:0, 1:0, 2:1) | Великобритания | Стил Арена, Кошице Зрителей: 6866 |

| Отчёт | Отчёт                            | Отчёт                | Отчёт                                           | Отчёт                                                                            |
| --- | -------------------------------- | -------------------- | ----------------------------------------------- | -------------------------------------------------------------------------------- |
| |                                  |                      |                                                 |                                                                                  |
| | Матиас Нидербергер — 00:00-60:00 | Вратари              | 00:00-58:19 — Бен Боунс 59:31-60:00 — Бен Боунс | Судьи: Оливье Гуэн Ян Грибик Линейные судьи: Андреас Мальмквист Лаури Никулайнен |
| | Голы:                            |                      |                                                 | Судьи: Оливье Гуэн Ян Грибик Линейные судьи: Андреас Мальмквист Лаури Никулайнен |
| Мориц Зайдер — 39:21 (Я. Зайденберг) Язин Элиц — 50:39 (М. Плахта) Леон Драйзайтль — 52:03 (М. Плахта, М. Айзеншмид) | 1 : 0 1 : 1 2 : 1 3 : 1          | 43:36 — Майк Хаммонд |                                                 | Судьи: Оливье Гуэн Ян Грибик Линейные судьи: Андреас Мальмквист Лаури Никулайнен |
| |                                  |                      |                                                 | Судьи: Оливье Гуэн Ян Грибик Линейные судьи: Андреас Мальмквист Лаури Никулайнен |
| |                                  |                      |                                                 | Судьи: Оливье Гуэн Ян Грибик Линейные судьи: Андреас Мальмквист Лаури Никулайнен |
| |                                  |                      |                                                 | Судьи: Оливье Гуэн Ян Грибик Линейные судьи: Андреас Мальмквист Лаури Никулайнен |
| 2 мин | Штраф                            | 4 мин                |                                                 | Судьи: Оливье Гуэн Ян Грибик Линейные судьи: Андреас Мальмквист Лаури Никулайнен |
| |                                  |                      |                                                 |                                                                                  |
| | 35                               | Броски               | 17                                              |                                                                                  |

| 11 мая 2019 20:15 | Словакия | 2 : 4 (1:2, 1:0, 0:2) | Финляндия | Стил Арена, Кошице Зрителей: 7421 |

| Отчёт                                                                                    | Отчёт                                                 | Отчёт | Отчёт                        | Отчёт                                                                               |
| ---------------------------------------------------------------------------------------- | ----------------------------------------------------- | --- | ---------------------------- | ----------------------------------------------------------------------------------- |
|                                                                                          |                                                       | |                              |                                                                                     |
|                                                                                          | Марек Чильяк — 00:00-58:53 Марек Чильяк — 59:45-60:00 | Вратари | 00:00-60:00 — Кевин Ланкинен | Судьи: Мануэль Николич Максим Сидоренко Линейные судьи: Рене Йенсен Дастин Маккранк |
|                                                                                          | Голы:                                                 | |                              | Судьи: Мануэль Николич Максим Сидоренко Линейные судьи: Рене Йенсен Дастин Маккранк |
| Эрик Чернак — 10:52 (А. Секера, Р. Паник) Мартин Маринчин — 39:20 (М. Студенич, К. Ярош) | 1 : 0 1 : 1 : 2 : 2 2 : 3 2 : 4                       | 14:21 — Петтери Линдбом (бол.) (В.-М. Савинайнен, Т. Раяла) 16:11 — Каапо Какко (Н. Миккола, С. Маннинен) 49:52 — Каапо Какко (Н. Миккола) 59:45 — Каапо Какко (п.в.) (С. Маннинен) |                              | Судьи: Мануэль Николич Максим Сидоренко Линейные судьи: Рене Йенсен Дастин Маккранк |
|                                                                                          |                                                       | |                              | Судьи: Мануэль Николич Максим Сидоренко Линейные судьи: Рене Йенсен Дастин Маккранк |
|                                                                                          |                                                       | |                              | Судьи: Мануэль Николич Максим Сидоренко Линейные судьи: Рене Йенсен Дастин Маккранк |
|                                                                                          |                                                       | |                              | Судьи: Мануэль Николич Максим Сидоренко Линейные судьи: Рене Йенсен Дастин Маккранк |
| 6 мин                                                                                    | Штраф                                                 | 6 мин |                              | Судьи: Мануэль Николич Максим Сидоренко Линейные судьи: Рене Йенсен Дастин Маккранк |
|                                                                                          |                                                       | |                              |                                                                                     |
|                                                                                          | 25                                                    | Броски | 27                           |                                                                                     |

| 12 мая 2019 12:15 | США | 7 : 1 (3:0, 2:0, 2:1) | Франция | Стил Арена, Кошице Зрителей: 4960 |

| Отчёт | Отчёт                                           | Отчёт                                     | Отчёт                          | Отчёт                                                                             |
| --- | ----------------------------------------------- | ----------------------------------------- | ------------------------------ | --------------------------------------------------------------------------------- |
| |                                                 |                                           |                                |                                                                                   |
| | Тэтчер Демко — 00:00-60:00                      | Вратари                                   | 00:00-60:00 — Себастьян Юлёнен | Судьи: Тобиас Бьорк Максим Сидоренко Линейные судьи: Рене Йенсен Лаури Никулайнен |
| | Голы:                                           |                                           |                                | Судьи: Тобиас Бьорк Максим Сидоренко Линейные судьи: Рене Йенсен Лаури Никулайнен |
| Алекс Дебринкэт (бол.) — 04:05 (Дж. Ван Римсдайк, П. Кейн) Фрэнк Ватрано — 05:48 (Дж. Айкел, А. Мартинес) Алекс Дебринкэт — 06:04 Колин Уайт — 33:56 (К. Хьюз, А. Мартинес) Патрик Кейн — 35:52 (Д. Ларкин, А. Фокс) Крис Крайдер — 40:55 (Д. Ларкин) Колин Уайт — 54:21 (Ф. Ватрано) | 1 : 0 2 : 0 3 : 0 4 : 0 5 : 0 6 : 0 6 : 1 7 : 1 | 46:36 — Антони Реш (В. Клеро, Ш. Бертран) |                                | Судьи: Тобиас Бьорк Максим Сидоренко Линейные судьи: Рене Йенсен Лаури Никулайнен |
| |                                                 |                                           |                                | Судьи: Тобиас Бьорк Максим Сидоренко Линейные судьи: Рене Йенсен Лаури Никулайнен |
| |                                                 |                                           |                                | Судьи: Тобиас Бьорк Максим Сидоренко Линейные судьи: Рене Йенсен Лаури Никулайнен |
| |                                                 |                                           |                                | Судьи: Тобиас Бьорк Максим Сидоренко Линейные судьи: Рене Йенсен Лаури Никулайнен |
| 6 мин | Штраф                                           | 6 мин                                     |                                | Судьи: Тобиас Бьорк Максим Сидоренко Линейные судьи: Рене Йенсен Лаури Никулайнен |
| |                                                 |                                           |                                |                                                                                   |
| | 42                                              | Броски                                    | 24                             |                                                                                   |

| 12 мая 2019 16:15 | Дания | 1 : 2 (0:0, 0:2, 1:0) | Германия | Стил Арена, Кошице Зрителей: 5605 |

| Отчёт                                           | Отчёт                       | Отчёт                                                                                               | Отчёт                            | Отчёт                                                                                 |
| ----------------------------------------------- | --------------------------- | --------------------------------------------------------------------------------------------------- | -------------------------------- | ------------------------------------------------------------------------------------- |
|                                                 |                             | |                                  |                                                                                       |
|                                                 | Себастьян Дам — 00:00-58:49 | Вратари                                                                                             | 00:00-60:00 — Матиас Нидербергер | Судьи: Мануэль Николич Евгений Ромасько Линейные судьи: Дастин Маккранк Брайан Оливер |
|                                                 | Голы:                       | |                                  | Судьи: Мануэль Николич Евгений Ромасько Линейные судьи: Дастин Маккранк Брайан Оливер |
| Матиас Бау Хансен — 50:19 (Н. Майер, О. Ларсен) | 0 : 1 0 : 2 1 : 2           | 30:27 — Маттиас Плахта (Л. Драйзайтль, М. Айзеншмид) 39:49 — Фредерик Тиффельс (Д. Кахун, Ф. Мауэр) |                                  | Судьи: Мануэль Николич Евгений Ромасько Линейные судьи: Дастин Маккранк Брайан Оливер |
|                                                 |                             | |                                  | Судьи: Мануэль Николич Евгений Ромасько Линейные судьи: Дастин Маккранк Брайан Оливер |
|                                                 |                             | |                                  | Судьи: Мануэль Николич Евгений Ромасько Линейные судьи: Дастин Маккранк Брайан Оливер |
|                                                 |                             | |                                  | Судьи: Мануэль Николич Евгений Ромасько Линейные судьи: Дастин Маккранк Брайан Оливер |
| 14 мин                                          | Штраф                       | 14 мин                                                                                              |                                  | Судьи: Мануэль Николич Евгений Ромасько Линейные судьи: Дастин Маккранк Брайан Оливер |
|                                                 |                             | |                                  |                                                                                       |
|                                                 | 38                          | Броски                                                                                              | 26                               |                                                                                       |

| 12 мая 2019 20:15 | Великобритания | 0 : 8 (0:2, 0:3, 0:3) | Канада | Стил Арена, Кошице Зрителей: 4563 |

| Отчёт  | Отчёт                                                | Отчёт | Отчёт                     | Отчёт                                                                          |
| ------ | ---------------------------------------------------- | --- | ------------------------- | ------------------------------------------------------------------------------ |
|        |                                                      | |                           |                                                                                |
|        | Бен Боунс — 00:00-50:41 Джексон Уайстл — 50:41-60:00 | Вратари | 00:00-60:00 — Картер Харт | Судьи: Алекси Рантала Джереми Тафтс Линейные судьи: Дмитрий Голяк Глеб Лазарев |
|        | Голы:                                                | |                           | Судьи: Алекси Рантала Джереми Тафтс Линейные судьи: Дмитрий Голяк Глеб Лазарев |
|        | 0 : 1 0 : 2 0 : 3 0 : 4 0 : 5 0 : 6 0 : 7 0 : 8      | 02:42 — Матьё Жозеф (А. Хенрик, Д. Нёрс) 12:33 — Энтони Манта (Дж. Макканн, Т. Стечер) 22:35 — Кайл Террис (Э. Манта) 27:05 — Дилан Строум (бол.) (Ж. Маршессо, Т. Шабо) 39:37 — Данте Фаббро (Т. Джост) 40:57 — Кайл Террис (Э. Манта) 46:46 — Шон Кутюрье (бол.) (Э. Манта, Т. Шабо) 50:27 — Энтони Манта (Ш. Теодор, Т. Джост) |                           | Судьи: Алекси Рантала Джереми Тафтс Линейные судьи: Дмитрий Голяк Глеб Лазарев |
|        |                                                      | |                           | Судьи: Алекси Рантала Джереми Тафтс Линейные судьи: Дмитрий Голяк Глеб Лазарев |
|        |                                                      | |                           | Судьи: Алекси Рантала Джереми Тафтс Линейные судьи: Дмитрий Голяк Глеб Лазарев |
|        |                                                      | |                           | Судьи: Алекси Рантала Джереми Тафтс Линейные судьи: Дмитрий Голяк Глеб Лазарев |
| 16 мин | Штраф                                                | 4 мин |                           | Судьи: Алекси Рантала Джереми Тафтс Линейные судьи: Дмитрий Голяк Глеб Лазарев |
|        |                                                      | |                           |                                                                                |
|        | 12                                                   | Броски | 56                        |                                                                                |

| 13 мая 2019 16:15 | США | 3 : 2 (ОТ) (2:1, 0:1, 0:0, 1:0) | Финляндия | Стил Арена, Кошице Зрителей: 7060 |

| Отчёт | Отчёт                         | Отчёт                                                                                               | Отчёт                           | Отчёт                                                                        |
| --- | ----------------------------- | --------------------------------------------------------------------------------------------------- | ------------------------------- | ---------------------------------------------------------------------------- |
| |                               | |                                 |                                                                              |
| | Кори Шнайдер — 00:00-63:47    | Вратари                                                                                             | 00:00-63:47 — Вейни Вехвилайнен | Судьи: Ян Грибик Евгений Ромасько Линейные судьи: Глеб Лазарев Иржи Ондрачек |
| | Голы:                         | |                                 | Судьи: Ян Грибик Евгений Ромасько Линейные судьи: Глеб Лазарев Иржи Ондрачек |
| Брэди Шей — 00:50 (А. Дебринкэт, Дж. Айкел) Джонни Годро — 10:36 (Дж. Айкел) Дилан Ларкин — 63:47 (К. Хьюз, К. Келлер) | 1 : 0 2 : 0 2 : 1 2 : 2 3 : 2 | 19:05 — Харри Песонен (С. Маннинен, М. Койвисто) 39:28 — Нико Оямяки (бол.) (С. Маннинен, О. Каски) |                                 | Судьи: Ян Грибик Евгений Ромасько Линейные судьи: Глеб Лазарев Иржи Ондрачек |
| |                               | |                                 | Судьи: Ян Грибик Евгений Ромасько Линейные судьи: Глеб Лазарев Иржи Ондрачек |
| |                               | |                                 | Судьи: Ян Грибик Евгений Ромасько Линейные судьи: Глеб Лазарев Иржи Ондрачек |
| |                               | |                                 | Судьи: Ян Грибик Евгений Ромасько Линейные судьи: Глеб Лазарев Иржи Ондрачек |
| 4 мин | Штраф                         | 2 мин                                                                                               |                                 | Судьи: Ян Грибик Евгений Ромасько Линейные судьи: Глеб Лазарев Иржи Ондрачек |
| |                               | |                                 |                                                                              |
| | 29                            | Броски                                                                                              | 26                              |                                                                              |

| 13 мая 2019 20:15 | Словакия | 5 : 6 (2:2, 2:3, 1:1) | Канада | Стил Арена, Кошице Зрителей: 7420 |

| Отчёт | Отчёт                                                         | Отчёт | Отчёт                     | Отчёт                                                                                |
| --- | ------------------------------------------------------------- | --- | ------------------------- | ------------------------------------------------------------------------------------ |
| |                                                               | |                           |                                                                                      |
| | Патрик Рыбар — 00:00-36:40 Марек Чильяк — 36:40-60:00         | Вратари | 00:00-60:00 — Мэтт Мюррей | Судьи: Тобиас Бьорк Мануэль Николич Линейные судьи: Андреас Мальмквист Брайан Оливер |
| | Голы:                                                         | |                           | Судьи: Тобиас Бьорк Мануэль Николич Линейные судьи: Андреас Мальмквист Брайан Оливер |
| Матуш Сукель — 07:14 (М. Студенич, Л. Надь) Адам Лишка — 08:18 (К. Ярош, М. Лунтер) Ладислав Надь (бол.) — 21:49 (М. Маринчин, Р. Лантоши) Адам Лишка — 25:09 (Д. Буц, М. Лунтер) Матуш Сукель — 51:45 (М. Маринчин) | 1 : 0 2 : 0 2 : 1 2 : 2 3 : 2 4 : 2 4 : 3 4 : 4 : 5 : 5 5 : 6 | 16:20 — Энтони Манта (К. Террис, Д. Макканн) 18:10 — Ши Теодор (бол.) (Э. Манта, Д. Сиверсон) 27:01 — Жонатан Маршессо (бол.) (Т. Шабо) 28:43 — Энтони Сирелли (С. Райнхарт, Ш. Теодор) 36:40 — Трой Стечер (К. Террис, Д. Сиверсон) 59:59 — Марк Стоун (бол.) (Т. Шабо) |                           | Судьи: Тобиас Бьорк Мануэль Николич Линейные судьи: Андреас Мальмквист Брайан Оливер |
| |                                                               | |                           | Судьи: Тобиас Бьорк Мануэль Николич Линейные судьи: Андреас Мальмквист Брайан Оливер |
| |                                                               | |                           | Судьи: Тобиас Бьорк Мануэль Николич Линейные судьи: Андреас Мальмквист Брайан Оливер |
| |                                                               | |                           | Судьи: Тобиас Бьорк Мануэль Николич Линейные судьи: Андреас Мальмквист Брайан Оливер |
| 10 мин | Штраф                                                         | 22 мин |                           | Судьи: Тобиас Бьорк Мануэль Николич Линейные судьи: Андреас Мальмквист Брайан Оливер |
| |                                                               | |                           |                                                                                      |
| | 31                                                            | Броски | 28                        |                                                                                      |

| 14 мая 2019 16:15 | Великобритания | 0 : 9 (0:3, 0:5, 0:1) | Дания | Стил Арена, Кошице Зрителей: 3463 |

| Отчёт  | Отчёт                                                 | Отчёт | Отчёт                       | Отчёт                                                                       |
| ------ | ----------------------------------------------------- | --- | --------------------------- | --------------------------------------------------------------------------- |
|        |                                                       | |                             |                                                                             |
|        | Бен Боунс — 00:00-21:08 Джексон Уайстл — 21:08-60:00  | Вратари | 00:00-60:00 — Себастьян Дам | Судьи: Мартин Франё Оливер Гуэн Линейные судьи: Дмитрий Голяк Роман Кадерли |
|        | Голы:                                                 | |                             | Судьи: Мартин Франё Оливер Гуэн Линейные судьи: Дмитрий Голяк Роман Кадерли |
|        | 0 : 1 0 : 2 0 : 3 0 : 4 0 : 5 0 : 6 0 : 7 0 : 8 0 : 9 | 08:49 — Йеспер Йенсен (бол.) (Л. Эллер, М. Лауридсен) 09:37 — Матиас Бау Хансен (бол.) (М. Бёдкер, П. Регин) 12:11 — Мортен Поульсен (Н. Олесен) 21:08 — Филлип Браггиссер (М. Бёдкер, М. Мадсен) 23:17 — Ларс Эллер (бол.) (Й. Йенсен Аабо, П. Регин) 24:38 — Никлас Йенсен (бол.) (Л. Эллер, М. Лауридсен) 31:00 — Никлас Йенсен (Ф. Сторм, Л. Эллер) 35:44 — Мортен Поульсен (Й. Йенсен, Н. Олесен) 51:53 — Мортен Поульсен (мен.) (Ю. Якобсен) |                             | Судьи: Мартин Франё Оливер Гуэн Линейные судьи: Дмитрий Голяк Роман Кадерли |
|        |                                                       | |                             | Судьи: Мартин Франё Оливер Гуэн Линейные судьи: Дмитрий Голяк Роман Кадерли |
|        |                                                       | |                             | Судьи: Мартин Франё Оливер Гуэн Линейные судьи: Дмитрий Голяк Роман Кадерли |
|        |                                                       | |                             | Судьи: Мартин Франё Оливер Гуэн Линейные судьи: Дмитрий Голяк Роман Кадерли |
| 10 мин | Штраф                                                 | 6 мин |                             | Судьи: Мартин Франё Оливер Гуэн Линейные судьи: Дмитрий Голяк Роман Кадерли |
|        |                                                       | |                             |                                                                             |
|        | 19                                                    | Броски | 42                          |                                                                             |

| 14 мая 2019 20:15 | Германия | 4 : 1 (1:0, 2:1, 1:0) | Франция | Стил Арена, Кошице Зрителей: 4013 |

| Отчёт | Отчёт                                                      | Отчёт                                        | Отчёт                                                                            | Отчёт                                                                               |
| --- | ---------------------------------------------------------- | -------------------------------------------- | -------------------------------------------------------------------------------- | ----------------------------------------------------------------------------------- |
| |                                                            |                                              |                                                                                  |                                                                                     |
| | Филипп Грубауэр — 00:00-30:10 Никлас Тройтле — 30:10-60:00 | Вратари                                      | 00:00-56:44 — Флориан Арди 56:44-58:11 — Флориан Арди 59:02-60:00 — Флориан Арди | Судьи: Евгений Ромасько Максим Сидоренко Линейные судьи: Глеб Лазарев Дмитрий Шишло |
| | Голы:                                                      |                                              |                                                                                  | Судьи: Евгений Ромасько Максим Сидоренко Линейные судьи: Глеб Лазарев Дмитрий Шишло |
| Мориц Зайдер — 17:07 (Г. Фаузер, П. Хагер) Маттиас Плахта — 33:55 (М. Айзеншмид, Й. Мюллер) Леон Драйзайтль — 37:54 (Д. Кахун) Корбиниан Хольцер (п.в.) — 59:02 | 1 : 0 1 : 1 2 : 1 3 : 1 4 : 1                              | 24:10 — Дамьен Флёри (Т. Бозон, А. Манавьян) |                                                                                  | Судьи: Евгений Ромасько Максим Сидоренко Линейные судьи: Глеб Лазарев Дмитрий Шишло |
| |                                                            |                                              |                                                                                  | Судьи: Евгений Ромасько Максим Сидоренко Линейные судьи: Глеб Лазарев Дмитрий Шишло |
| |                                                            |                                              |                                                                                  | Судьи: Евгений Ромасько Максим Сидоренко Линейные судьи: Глеб Лазарев Дмитрий Шишло |
| |                                                            |                                              |                                                                                  | Судьи: Евгений Ромасько Максим Сидоренко Линейные судьи: Глеб Лазарев Дмитрий Шишло |
| 10 мин | Штраф                                                      | 8 мин                                        |                                                                                  | Судьи: Евгений Ромасько Максим Сидоренко Линейные судьи: Глеб Лазарев Дмитрий Шишло |
| |                                                            |                                              |                                                                                  |                                                                                     |
| | 31                                                         | Броски                                       | 25                                                                               |                                                                                     |

| 15 мая 2019 16:15 | США | 6 : 3 (1:1, 3:1, 2:1) | Великобритания | Стил Арена, Кошице Зрителей: 5510 |

| Отчёт | Отчёт                                                 | Отчёт                                                                                                 | Отчёт                   | Отчёт                                                                                   |
| --- | ----------------------------------------------------- | --- | ----------------------- | --------------------------------------------------------------------------------------- |
| |                                                       | |                         |                                                                                         |
| | Тэтчер Демко — 00:00-60:00                            | Вратари                                                                                               | 00:00-60:00 — Бен Боунс | Судьи: Тобиас Бьорк Мануэль Николич Линейные судьи: Мирослав Лготски Андреас Мальмквист |
| | Голы:                                                 | |                         | Судьи: Тобиас Бьорк Мануэль Николич Линейные судьи: Мирослав Лготски Андреас Мальмквист |
| Джеймс Ван Римсдайк (бол.) — 12:17 (П. Кейн, Р. Сутер) Клейтон Келлер (бол.) — 29:07 (К. Хьюз, Т. Демко) Крис Крайдер — 31:20 (Дж. Айкел, Р. Сутер) Алекс Дебринкэт — 37:54 (Д. Райан, П. Кейн) Патрик Кейн — 41:00 (К. Крайдер, Н. Ханифин) Дерек Райан — 49:10 (Л. Гленденинг, Н. Ханифин) | 1 : 0 1 : 1 2 : 1 3 : 1 4 : 1 4 : 2 5 : 2 6 : 2 6 : 3 | 15:08 — Майк Хаммонд (Д. Филлипс) 39:54 — Бретт Перлини 56:28 — Бен Дэвис (Р. Лахович, Т. Биллингсли) |                         | Судьи: Тобиас Бьорк Мануэль Николич Линейные судьи: Мирослав Лготски Андреас Мальмквист |
| |                                                       | |                         | Судьи: Тобиас Бьорк Мануэль Николич Линейные судьи: Мирослав Лготски Андреас Мальмквист |
| |                                                       | |                         | Судьи: Тобиас Бьорк Мануэль Николич Линейные судьи: Мирослав Лготски Андреас Мальмквист |
| |                                                       | |                         | Судьи: Тобиас Бьорк Мануэль Николич Линейные судьи: Мирослав Лготски Андреас Мальмквист |
| 0 мин | Штраф                                                 | 10 мин                                                                                                |                         | Судьи: Тобиас Бьорк Мануэль Николич Линейные судьи: Мирослав Лготски Андреас Мальмквист |
| |                                                       | |                         |                                                                                         |
| | 65                                                    | Броски                                                                                                | 26                      |                                                                                         |

| 15 мая 2019 20:15 | Германия | 3 : 2 (0:0, 1:2, 2:0) | Словакия | Стил Арена, Кошице Зрителей: 7440 |

| Отчёт | Отчёт                                                                                              | Отчёт                                                                                                | Отчёт                      | Отчёт                                                                            |
| --- | -------------------------------------------------------------------------------------------------- | --- | -------------------------- | -------------------------------------------------------------------------------- |
| | | |                            |                                                                                  |
| | Матиас Нидербергер — 00:00-57:15 Матиас Нидербергер — 57:35-57:40 Матиас Нидербергер — 58:08-60:00 | Вратари                                                                                              | 00:00-59:33 — Марек Чильяк | Судьи: Мартин Франё Максим Сидоренко Линейные судьи: Иржи Ондрачек Дмитрий Шишло |
| | Голы:                                                                                              | |                            | Судьи: Мартин Франё Максим Сидоренко Линейные судьи: Иржи Ондрачек Дмитрий Шишло |
| Марк Михелис — 23:54 (М. Айзеншмид) Маркус Айзеншмид — 58:08 (Я. Зайденберг, Д. Кахун) Леон Драйзайтль — 59:33 (Ф. Тиффельс, Д. Кахун) | 1 : 0 1 : 1 : 2 : 2 3 : 2                                                                          | 28:30 — Андрей Секера (бол.) (Э. Чернак, Т. Татар) 29:55 — Либор Гудачек (бол.) (Р. Паник, Т. Татар) |                            | Судьи: Мартин Франё Максим Сидоренко Линейные судьи: Иржи Ондрачек Дмитрий Шишло |
| | | |                            | Судьи: Мартин Франё Максим Сидоренко Линейные судьи: Иржи Ондрачек Дмитрий Шишло |
| | | |                            | Судьи: Мартин Франё Максим Сидоренко Линейные судьи: Иржи Ондрачек Дмитрий Шишло |
| | | |                            | Судьи: Мартин Франё Максим Сидоренко Линейные судьи: Иржи Ондрачек Дмитрий Шишло |
| 18 мин | Штраф                                                                                              | 18 мин                                                                                               |                            | Судьи: Мартин Франё Максим Сидоренко Линейные судьи: Иржи Ондрачек Дмитрий Шишло |
| | | |                            |                                                                                  |
| | 21                                                                                                 | Броски                                                                                               | 36                         |                                                                                  |

| 16 мая 2019 16:15 | Канада | 5 : 2 (3:0, 0:1, 2:1) | Франция | Стил Арена, Кошице Зрителей: 4519 |

| Отчёт | Отчёт                                     | Отчёт                                                                     | Отчёт                            | Отчёт                                                                              |
| --- | ----------------------------------------- | ------------------------------------------------------------------------- | -------------------------------- | ---------------------------------------------------------------------------------- |
| |                                           |                                                                           |                                  |                                                                                    |
| | Картер Харт — 00:00-60:00                 | Вратари                                                                   | 00:00-60:00 — Анри-Корентен Бюсс | Судьи: Линус Олунд Стефен Рено Линейные судьи: Мирослав Лготски Андреас Мальмквист |
| | Голы:                                     |                                                                           |                                  | Судьи: Линус Олунд Стефен Рено Линейные судьи: Мирослав Лготски Андреас Мальмквист |
| Энтони Манта (бол.) — 08:19 (Ш. Теодор, Д. Сиверсон) Дарнелл Нерс — 10:50 (Ж. Маршессо, П.-Л. Дюбуа) Энтони Сирелли — 16:15 (Ш. Кутюрье, С. Райнхарт) Энтони Манта — 48:36 Марк Стоун — 50:27 (Ж. Маршессо) | 1 : 0 2 : 0 3 : 0 3 : 1 3 : 2 4 : 2 5 : 2 | 36:13 — Дамьен Флёри (бол.) (Ф. Шакиашвили, А. Гюттиг) 42:55 — Антони Реш |                                  | Судьи: Линус Олунд Стефен Рено Линейные судьи: Мирослав Лготски Андреас Мальмквист |
| |                                           |                                                                           |                                  | Судьи: Линус Олунд Стефен Рено Линейные судьи: Мирослав Лготски Андреас Мальмквист |
| |                                           |                                                                           |                                  | Судьи: Линус Олунд Стефен Рено Линейные судьи: Мирослав Лготски Андреас Мальмквист |
| |                                           |                                                                           |                                  | Судьи: Линус Олунд Стефен Рено Линейные судьи: Мирослав Лготски Андреас Мальмквист |
| 8 мин | Штраф                                     | 10 мин                                                                    |                                  | Судьи: Линус Олунд Стефен Рено Линейные судьи: Мирослав Лготски Андреас Мальмквист |
| |                                           |                                                                           |                                  |                                                                                    |
| | 46                                        | Броски                                                                    | 23                               |                                                                                    |

| 16 мая 2019 20:15 | Финляндия | 3 : 1 (0:0, 2:1, 1:0) | Дания | Стил Арена, Кошице Зрителей: 4812 |

| Отчёт | Отчёт                        | Отчёт                                                  | Отчёт                       | Отчёт                                                                      |
| --- | ---------------------------- | ------------------------------------------------------ | --------------------------- | -------------------------------------------------------------------------- |
| |                              |                                                        |                             |                                                                            |
| | Кевин Ланкинен — 00:00-60:00 | Вратари                                                | 00:00-60:00 — Себастьян Дам | Судьи: Тобиас Бьорк Роман Гофман Линейные судьи: Билл Хэнкок Роман Кадерли |
| | Голы:                        |                                                        |                             | Судьи: Тобиас Бьорк Роман Гофман Линейные судьи: Билл Хэнкок Роман Кадерли |
| Каапо Какко — 25:49 (М. Лехтонен) Сакари Маннинен — 34:19 (Т. Раяла, М. Лехтонен) Харри Песонен — 51:07 (К. Какко) | 0 : 1 : 1 2 : 1 3 : 1        | 21:49 — Мортен Мадсен (бол.) (Н. Йенсен, М. Лауридсен) |                             | Судьи: Тобиас Бьорк Роман Гофман Линейные судьи: Билл Хэнкок Роман Кадерли |
| |                              |                                                        |                             | Судьи: Тобиас Бьорк Роман Гофман Линейные судьи: Билл Хэнкок Роман Кадерли |
| |                              |                                                        |                             | Судьи: Тобиас Бьорк Роман Гофман Линейные судьи: Билл Хэнкок Роман Кадерли |
| |                              |                                                        |                             | Судьи: Тобиас Бьорк Роман Гофман Линейные судьи: Билл Хэнкок Роман Кадерли |
| 10 мин | Штраф                        | 6 мин                                                  |                             | Судьи: Тобиас Бьорк Роман Гофман Линейные судьи: Билл Хэнкок Роман Кадерли |
| |                              |                                                        |                             |                                                                            |
| | 37                           | Броски                                                 | 26                          |                                                                            |

| 17 мая 2019 16:15 | Франция | 3 : 6 (0:2, 2:1, 1:3) | Словакия | Стил Арена, Кошице Зрителей: 7440 |

| Отчёт | Отчёт                                                       | Отчёт | Отчёт                      | Отчёт                                                                           |
| --- | ----------------------------------------------------------- | --- | -------------------------- | ------------------------------------------------------------------------------- |
| |                                                             | |                            |                                                                                 |
| | Флориан Арди — 00:00-45:41 Анри-Корентен Бюсс — 45:41-60:00 | Вратари | 00:00-60:00 — Патрик Рыбар | Судьи: Роман Гофман Гордон Шукис Линейные судьи: Роман Кадерли Мирослав Лготски |
| | Голы:                                                       | |                            | Судьи: Роман Гофман Гордон Шукис Линейные судьи: Роман Кадерли Мирослав Лготски |
| Антонен Манавьян — 32:16 (К. Экфёй, Ш. Бертран) Александр Тексье (бол.) — 35:09 (Ф. Шакиашвили, Д. Флёри) Антони Реш — 57:50 (А. Тексье, О. Даме-Малка) | 0 : 1 0 : 2 0 : 3 1 : 3 2 : 3 2 : 4 2 : 5 2 : 6 3 : 6       | 13:25 — Рихард Паник (бол.) (Р. Лантоши, А. Секера) 19:10 — Матуш Сукель (М. Фехервары, Т. Татар) 25:31 — Либор Гудачек (бол.) (Р. Паник, Э. Чернак) 40:16 — Эрик Чернак (Р. Паник, Т. Татар) 42:41 — Михал Чайковски (мен.) (Д. Буц) 45:41 — Ладислав Надь (бол.) (М. Данё, М. Маринчин) |                            | Судьи: Роман Гофман Гордон Шукис Линейные судьи: Роман Кадерли Мирослав Лготски |
| |                                                             | |                            | Судьи: Роман Гофман Гордон Шукис Линейные судьи: Роман Кадерли Мирослав Лготски |
| |                                                             | |                            | Судьи: Роман Гофман Гордон Шукис Линейные судьи: Роман Кадерли Мирослав Лготски |
| |                                                             | |                            | Судьи: Роман Гофман Гордон Шукис Линейные судьи: Роман Кадерли Мирослав Лготски |
| 12 мин | Штраф                                                       | 4 мин |                            | Судьи: Роман Гофман Гордон Шукис Линейные судьи: Роман Кадерли Мирослав Лготски |
| |                                                             | |                            |                                                                                 |
| | 20                                                          | Броски | 27                         |                                                                                 |

| 17 мая 2019 20:15 | Финляндия | 5 : 0 (0:0, 3:0, 2:0) | Великобритания | Стил Арена, Кошице Зрителей: 5618 |

| Отчёт | Отчёт                         | Отчёт   | Отчёт                                           | Отчёт                                                                       |
| --- | ----------------------------- | ------- | ----------------------------------------------- | --------------------------------------------------------------------------- |
| |                               |         |                                                 |                                                                             |
| | Юсси Олкинуора — 00:00-60:00  | Вратари | 00:00-56:20 — Бен Боунс 57:27-60:00 — Бен Боунс | Судьи: Линус Олунд Стефен Рено Линейные судьи: Юп Леермакерс Натан Ваностен |
| | Голы:                         |         |                                                 | Судьи: Линус Олунд Стефен Рено Линейные судьи: Юп Леермакерс Натан Ваностен |
| Тони Раяла (бол.) — 20:24 (М. Лехтонен, Ю. Олкинуора) Атте Охтамаа — 25:08 (Ю. Тюрвяйнен, В.-М. Савинайнен) Йоэль Кивиранта — 34:59 (М. Койвисто, Ю. Тюрвяйнен) Кристиан Куусела (п.в.) — 57:27 (В.-М. Савинайнен) Микко Лехтонен (бол.) — 59:49 (Х. Йокихарью) | 1 : 0 2 : 0 3 : 0 4 : 0 5 : 0 |         |                                                 | Судьи: Линус Олунд Стефен Рено Линейные судьи: Юп Леермакерс Натан Ваностен |
| |                               |         |                                                 | Судьи: Линус Олунд Стефен Рено Линейные судьи: Юп Леермакерс Натан Ваностен |
| |                               |         |                                                 | Судьи: Линус Олунд Стефен Рено Линейные судьи: Юп Леермакерс Натан Ваностен |
| |                               |         |                                                 | Судьи: Линус Олунд Стефен Рено Линейные судьи: Юп Леермакерс Натан Ваностен |
| 4 мин | Штраф                         | 8 мин   |                                                 | Судьи: Линус Олунд Стефен Рено Линейные судьи: Юп Леермакерс Натан Ваностен |
| |                               |         |                                                 |                                                                             |
| | 49                            | Броски  | 12                                              |                                                                             |

| 18 мая 2019 12:15 | Дания | 1 : 7 (0:4, 1:2, 0:1) | США | Стил Арена, Кошице Зрителей: 6184 |

| Отчёт                                            | Отчёт                                                     | Отчёт | Отчёт                      | Отчёт                                                                            |
| ------------------------------------------------ | --------------------------------------------------------- | --- | -------------------------- | -------------------------------------------------------------------------------- |
|                                                  |                                                           | |                            |                                                                                  |
|                                                  | Симон Нильсен — 00:00-20:00 Патрик Галбрайт — 20:00-60:00 | Вратари | 00:00-60:00 — Кори Шнайдер | Судьи: Мартин Франё Микко Каукокари Линейные судьи: Дмитрий Шишло Натан Ваностен |
|                                                  | Голы:                                                     | |                            | Судьи: Мартин Франё Микко Каукокари Линейные судьи: Дмитрий Шишло Натан Ваностен |
| Ник Олесен — 24:50 (М. Бау Хансен, О. Лауридсен) | 0 : 1 0 : 2 0 : 3 0 : 4 1 : 4 1 : 5 1 : 6 1 : 7           | 10:34 — Фрэнк Ватрано (Д. Райан, Н. Ханифин) 11:03 — Алекс Дебринкэт (бол.) (П. Кейн, Р. Сутер) 14:24 — Клейтон Келлер (Дж. Ван Римсдайк, Р. Сутер) 18:49 — Крис Крайдер (Дж. Хьюз, Дж. Айкел) 31:55 — Алекс Дебринкэт (П. Кейн, К. Уайт) 33:17 — Дилан Ларкин (Д. Райан) 51:19 — Джек Айкел (бол.) (П. Кейн, А. Дебринкэт) |                            | Судьи: Мартин Франё Микко Каукокари Линейные судьи: Дмитрий Шишло Натан Ваностен |
|                                                  |                                                           | |                            | Судьи: Мартин Франё Микко Каукокари Линейные судьи: Дмитрий Шишло Натан Ваностен |
|                                                  |                                                           | |                            | Судьи: Мартин Франё Микко Каукокари Линейные судьи: Дмитрий Шишло Натан Ваностен |
|                                                  |                                                           | |                            | Судьи: Мартин Франё Микко Каукокари Линейные судьи: Дмитрий Шишло Натан Ваностен |
| 8 мин                                            | Штраф                                                     | 10 мин |                            | Судьи: Мартин Франё Микко Каукокари Линейные судьи: Дмитрий Шишло Натан Ваностен |
|                                                  |                                                           | |                            |                                                                                  |
|                                                  | 22                                                        | Броски | 26                         |                                                                                  |

| 18 мая 2019 16:15 | Канада | 8 : 1 (2:0, 2:1, 4:0) | Германия | Стил Арена, Кошице Зрителей: 6510 |

| Отчёт | Отчёт                               | Отчёт                                                  | Отчёт                        | Отчёт                                                                       |
| --- | ----------------------------------- | ------------------------------------------------------ | ---------------------------- | --------------------------------------------------------------------------- |
| |                                     |                                                        |                              |                                                                             |
| | Мэтт Мюррей — 00:00-60:00           | Вратари                                                | 00:00-60:00 — Никлас Тройтле | Судьи: Роман Гофман Петер Стано Линейные судьи: Роман Кадерли Юп Леермакерс |
| | Голы:                               |                                                        |                              | Судьи: Роман Гофман Петер Стано Линейные судьи: Роман Кадерли Юп Леермакерс |
| Тома Шабо (бол.) — 02:01 (Д. Маршессо, Д. Строум) Марк Стоун — 16:43 (Д. Сиверсон, Д. Нурс) Марк Стоун (бол.) — 26:02 (Д. Строум, Д. Маршессо) Марк Стоун — 38:49 (П.-Л. Дюбуа) Энтони Манта — 43:01 Энтони Манта — 44:55 (К. Террис) Сэм Райнхарт — 45:28 (Д. Строум) Энтони Сирелли (мен.) — 53:10 (М. Жозеф) | 1:0 2:0 3:0 3:1 4:1 5:1 6:1 7:1 8:1 | 38:01 — Язин Элиц (бол.) (М. Айзеншмид, Я. Зайденберг) |                              | Судьи: Роман Гофман Петер Стано Линейные судьи: Роман Кадерли Юп Леермакерс |
| |                                     |                                                        |                              | Судьи: Роман Гофман Петер Стано Линейные судьи: Роман Кадерли Юп Леермакерс |
| |                                     |                                                        |                              | Судьи: Роман Гофман Петер Стано Линейные судьи: Роман Кадерли Юп Леермакерс |
| |                                     |                                                        |                              | Судьи: Роман Гофман Петер Стано Линейные судьи: Роман Кадерли Юп Леермакерс |
| 12 мин | Штраф                               | 18 мин                                                 |                              | Судьи: Роман Гофман Петер Стано Линейные судьи: Роман Кадерли Юп Леермакерс |
| |                                     |                                                        |                              |                                                                             |
| | 49                                  | Броски                                                 | 16                           |                                                                             |

| 18 мая 2019 20:15 | Великобритания | 1 : 7 (1:3, 0:3, 0:1) | Словакия | Стил Арена, Кошице Зрителей: 7440 |

| Отчёт                               | Отчёт                                                | Отчёт | Отчёт                     | Отчёт                                                                          |
| ----------------------------------- | ---------------------------------------------------- | --- | ------------------------- | ------------------------------------------------------------------------------ |
|                                     |                                                      | |                           |                                                                                |
|                                     | Бен Боунс — 00:00-16:32 Джексон Уайстл — 16:32-60:00 | Вратари | 00:00-60:00 — Денис Годла | Судьи: Бретт Айверсон Стефен Рено Линейные судьи: Билл Хэнкок Мирослав Лготски |
|                                     | Голы:                                                | |                           | Судьи: Бретт Айверсон Стефен Рено Линейные судьи: Билл Хэнкок Мирослав Лготски |
| Майк Хаммонд — 17:44 (М. Ричардсон) | 0:1 0:2 0:3 1:3 1:4 1:5 1:6 1:7                      | 02:04 — Андрей Секера (Д. Буц) 02:25 — Томаш Татар 09:02 — Мартин Маринчин (бол.) (М. Криштоф) 24:33 — Михал Чайковски (Р. Паник) 29:09 — Мариан Студенич (М. Криштоф) 35:11 — Матуш Сукель (мен.) (А. Лишка, П. Кох) 58:00 — Давид Бондра (П. Кох, Л. Надь) |                           | Судьи: Бретт Айверсон Стефен Рено Линейные судьи: Билл Хэнкок Мирослав Лготски |
|                                     |                                                      | |                           | Судьи: Бретт Айверсон Стефен Рено Линейные судьи: Билл Хэнкок Мирослав Лготски |
|                                     |                                                      | |                           | Судьи: Бретт Айверсон Стефен Рено Линейные судьи: Билл Хэнкок Мирослав Лготски |
|                                     |                                                      | |                           | Судьи: Бретт Айверсон Стефен Рено Линейные судьи: Билл Хэнкок Мирослав Лготски |
| 4 мин                               | Штраф                                                | 4 мин |                           | Судьи: Бретт Айверсон Стефен Рено Линейные судьи: Билл Хэнкок Мирослав Лготски |
|                                     |                                                      | |                           |                                                                                |
|                                     | 17                                                   | Броски | 38                        |                                                                                |

| 19 мая 2019 16:15 | Германия | 1 : 3 (1:1, 0:0, 0:2) | США | Стил Арена, Кошице Зрителей: 6293 |

| Отчёт                                    | Отчёт                            | Отчёт | Отчёт                      | Отчёт                                                                        |
| ---------------------------------------- | -------------------------------- | --- | -------------------------- | ---------------------------------------------------------------------------- |
|                                          |                                  | |                            |                                                                              |
|                                          | Матиас Нидербергер — 00:00-58:02 | Вратари | 00:00-60:00 — Кори Шнайдер | Судьи: Линус Олунд Петер Стано Линейные судьи: Ханну Сормунен Натан Ваностен |
|                                          | Голы:                            | |                            | Судьи: Линус Олунд Петер Стано Линейные судьи: Ханну Сормунен Натан Ваностен |
| Фредерик Тиффельс — 11:55 (Л. Драйзатль) | 1 : 0 1 : 1 : 2 1 : 3            | 13:47 — Джеймс Ван Римсдайк (К. Келлер, А. Мартинес) 50:03 — Дилан Ларкин (Дж. Ван Римсдайк, А. Мартинес) 56:15 — Джек Айкел (бол.) (П. Кейн, Р. Сутер) |                            | Судьи: Линус Олунд Петер Стано Линейные судьи: Ханну Сормунен Натан Ваностен |
|                                          |                                  | |                            | Судьи: Линус Олунд Петер Стано Линейные судьи: Ханну Сормунен Натан Ваностен |
|                                          |                                  | |                            | Судьи: Линус Олунд Петер Стано Линейные судьи: Ханну Сормунен Натан Ваностен |
|                                          |                                  | |                            | Судьи: Линус Олунд Петер Стано Линейные судьи: Ханну Сормунен Натан Ваностен |
| 2 мин                                    | Штраф                            | 4 мин |                            | Судьи: Линус Олунд Петер Стано Линейные судьи: Ханну Сормунен Натан Ваностен |
|                                          |                                  | |                            |                                                                              |
|                                          | 25                               | Броски | 29                         |                                                                              |

| 19 мая 2019 20:15 | Франция | 0 : 3 (0:1, 0:1, 0:1) | Финляндия | Стил Арена, Кошице Зрителей: 4682 |

| Отчёт  | Отчёт                      | Отчёт | Отчёт                        | Отчёт                                                                       |
| ------ | -------------------------- | --- | ---------------------------- | --------------------------------------------------------------------------- |
|        |                            | |                              |                                                                             |
|        | Флориан Арди — 00:00-60:00 | Вратари | 00:00-60:00 — Кевин Ланкинен | Судьи: Мартин Франё Гордон Шукис Линейные судьи: Эндрю Далтон Дмитрий Шишло |
|        | Голы:                      | |                              | Судьи: Мартин Франё Гордон Шукис Линейные судьи: Эндрю Далтон Дмитрий Шишло |
|        | 0 : 1 0 : 2 0 : 3          | 09:24 — Йоэль Кивиранта (П. Линдбом, Ю. Тюрвяйнен) 21:51 — Нико Миккола (Х. Песонен, О. Каски) 52:31 — Йере Саллинен (В.-М. Савинайнен, К. Куусела) |                              | Судьи: Мартин Франё Гордон Шукис Линейные судьи: Эндрю Далтон Дмитрий Шишло |
|        |                            | |                              | Судьи: Мартин Франё Гордон Шукис Линейные судьи: Эндрю Далтон Дмитрий Шишло |
|        |                            | |                              | Судьи: Мартин Франё Гордон Шукис Линейные судьи: Эндрю Далтон Дмитрий Шишло |
|        |                            | |                              | Судьи: Мартин Франё Гордон Шукис Линейные судьи: Эндрю Далтон Дмитрий Шишло |
| 14 мин | Штраф                      | 8 мин |                              | Судьи: Мартин Франё Гордон Шукис Линейные судьи: Эндрю Далтон Дмитрий Шишло |
|        |                            | |                              |                                                                             |
|        | 21                         | Броски | 47                           |                                                                             |

| 20 мая 2019 16:15 | Франция | 3 : 4 (ОТ) (0:0, 3:2, 0:1, 0:1) | Великобритания | Стил Арена, Кошице Зрителей: 7440 |

| Отчёт | Отчёт                                   | Отчёт | Отчёт                   | Отчёт                                                                          |
| --- | --------------------------------------- | --- | ----------------------- | ------------------------------------------------------------------------------ |
| |                                         | |                         |                                                                                |
| | Флориан Арди — 00:00-62:03              | Вратари | 00:00-62:03 — Бен Боунс | Судьи: Микко Каукокари Петер Стано Линейные судьи: Роман Кадерли Юп Леермакерс |
| | Голы:                                   | |                         | Судьи: Микко Каукокари Петер Стано Линейные судьи: Роман Кадерли Юп Леермакерс |
| Антони Реш — 23:36 (А. Манавьян, Т. Бозон) Саша Трей (бол.) — 27:31 (Ф. Шакиашвили, А. Тексье) Антони Реш — 27:37 (В. Клеро) | 1 : 0 2 : 0 3 : 0 3 : 1 3 : 2 3 : 3 : 4 | 34:59 — Роберт Дауд (Б. О'Коннор) 38:04 — Майк Хаммонд (Б. О'Коннор, Дэ. Филлипс) 45:16 — Роберт Фармер (Дэ. Филлипс, Б. О'Коннор) 62:03 — Бен Дэвис (Дж. Филлипс) |                         | Судьи: Микко Каукокари Петер Стано Линейные судьи: Роман Кадерли Юп Леермакерс |
| |                                         | |                         | Судьи: Микко Каукокари Петер Стано Линейные судьи: Роман Кадерли Юп Леермакерс |
| |                                         | |                         | Судьи: Микко Каукокари Петер Стано Линейные судьи: Роман Кадерли Юп Леермакерс |
| |                                         | |                         | Судьи: Микко Каукокари Петер Стано Линейные судьи: Роман Кадерли Юп Леермакерс |
| 4 мин | Штраф                                   | 4 мин |                         | Судьи: Микко Каукокари Петер Стано Линейные судьи: Роман Кадерли Юп Леермакерс |
| |                                         | |                         |                                                                                |
| | 36                                      | Броски | 30                      |                                                                                |

| 20 мая 2019 20:15 | Канада | 5 : 0 (3:0, 1:0, 1:0) | Дания | Стил Арена, Кошице Зрителей: 4665 |

| Отчёт | Отчёт                                                    | Отчёт   | Отчёт                         | Отчёт                                                                    |
| --- | -------------------------------------------------------- | ------- | ----------------------------- | ------------------------------------------------------------------------ |
| |                                                          |         |                               |                                                                          |
| | Картер Харт — 00:00-50:56 Маккензи Блэквуд — 50:56-60:00 | Вратари | 00:00-60:00 — Патрик Галбрайт | Судьи: Линус Олунд Гордон Шукис Линейные судьи: Эндрю Далтон Билл Хэнкок |
| | Голы:                                                    |         |                               | Судьи: Линус Олунд Гордон Шукис Линейные судьи: Эндрю Далтон Билл Хэнкок |
| Пьер-Люк Дюбуа — 01:00 (Д. Маршессо, М. Стоун) Джаред Макканн — 06:06 (К. Террис) Джонатан Маршессо — 08:23 (Д. Сиверсон, М. Стоун) Сэм Райнхарт (бол.) — 33:53 (Ш. Кутюрье, Т. Шабо) Сэм Райнхарт — 44:34 (Ф. Майерс, Э. Сирелли) | 1 : 0 2 : 0 3 : 0 4 : 0 5 : 0                            |         |                               | Судьи: Линус Олунд Гордон Шукис Линейные судьи: Эндрю Далтон Билл Хэнкок |
| |                                                          |         |                               | Судьи: Линус Олунд Гордон Шукис Линейные судьи: Эндрю Далтон Билл Хэнкок |
| |                                                          |         |                               | Судьи: Линус Олунд Гордон Шукис Линейные судьи: Эндрю Далтон Билл Хэнкок |
| |                                                          |         |                               | Судьи: Линус Олунд Гордон Шукис Линейные судьи: Эндрю Далтон Билл Хэнкок |
| 8 мин | Штраф                                                    | 6 мин   |                               | Судьи: Линус Олунд Гордон Шукис Линейные судьи: Эндрю Далтон Билл Хэнкок |
| |                                                          |         |                               |                                                                          |
| | 34                                                       | Броски  | 24                            |                                                                          |

| 21 мая 2019 12:15 | Финляндия | 2 : 4 (1:1, 1:1, 0:2) | Германия | Стил Арена, Кошице Зрителей: 6685 |

| Отчёт                                                                                       | Отчёт                                                     | Отчёт | Отчёт                         | Отчёт                                                                      |
| ------------------------------------------------------------------------------------------- | --------------------------------------------------------- | --- | ----------------------------- | -------------------------------------------------------------------------- |
|                                                                                             |                                                           | |                               |                                                                            |
|                                                                                             | Кевин Ланкинен — 00:00-58:40 Кевин Ланкинен — 59:00-60:00 | Вратари | 00:00-60:00 — Филипп Грубауэр | Судьи: Роман Гофман Стефен Рено Линейные судьи: Билл Хэнкок Натан Ваностен |
|                                                                                             | Голы:                                                     | |                               | Судьи: Роман Гофман Стефен Рено Линейные судьи: Билл Хэнкок Натан Ваностен |
| Харри Песонен (бол.) — 15:05 (М. Лехтонен, Х. Йокихарью) Юхан Тюрвяйнен — 24:07 (Н. Оямяки) | 1 : 0 1 : 1 2 : 1 2 : 2 : 3 2 : 4                         | 17:04 — Марк Михелис (М. Плахта, М. Айзеншмид) 33:13 — Доминик Кахун (Л. Драйзайтль) 44:46 — Леон Драйзайтль (бол.) (Л. Пфёдерль) 59:00 — Леон Драйзайтль (п.в.) |                               | Судьи: Роман Гофман Стефен Рено Линейные судьи: Билл Хэнкок Натан Ваностен |
|                                                                                             |                                                           | |                               | Судьи: Роман Гофман Стефен Рено Линейные судьи: Билл Хэнкок Натан Ваностен |
|                                                                                             |                                                           | |                               | Судьи: Роман Гофман Стефен Рено Линейные судьи: Билл Хэнкок Натан Ваностен |
|                                                                                             |                                                           | |                               | Судьи: Роман Гофман Стефен Рено Линейные судьи: Билл Хэнкок Натан Ваностен |
| 4 мин                                                                                       | Штраф                                                     | 8 мин |                               | Судьи: Роман Гофман Стефен Рено Линейные судьи: Билл Хэнкок Натан Ваностен |
|                                                                                             |                                                           | |                               |                                                                            |
|                                                                                             | 41                                                        | Броски | 21                            |                                                                            |

| 21 мая 2019 16:15 | Словакия | 2 : 1 (Б) (0:0, 1:0, 0:1, 0:0, 1:0) | Дания | Стил Арена, Кошице Зрителей: 7440 |

| Отчёт | Отчёт                      | Отчёт | Отчёт                       | Отчёт                                                                          |
| --- | -------------------------- | --- | --------------------------- | ------------------------------------------------------------------------------ |
| |                            | |                             |                                                                                |
| | Денис Годла — 00:00-65:00  | Вратари | 00:00-65:00 — Себастьян Дам | Судьи: Бретт Айверсон Линус Олунд Линейные судьи: Юп Леермакерс Ханну Сормунен |
| | Голы:                      | |                             | Судьи: Бретт Айверсон Линус Олунд Линейные судьи: Юп Леермакерс Ханну Сормунен |
| Мартин Маринчин — 39:04 (М. Студенич, Л. Надь) Ладислав Надь (поб. бул.) — 65:00 Мариан Студенич Матуш Сукель Ладислав Надь Томаш Татар Михал Криштоф | 1 : 0 1 : 1 2 : 1 Буллиты: | 46:41 — Миккель Бёдкер (бол.) (П. Расселл, Й. Йенсен) Миккель Бёдкер Петер Регин Никлас Йенсен Фредерик Сторм |                             | Судьи: Бретт Айверсон Линус Олунд Линейные судьи: Юп Леермакерс Ханну Сормунен |
| |                            | |                             | Судьи: Бретт Айверсон Линус Олунд Линейные судьи: Юп Леермакерс Ханну Сормунен |
| |                            | |                             | Судьи: Бретт Айверсон Линус Олунд Линейные судьи: Юп Леермакерс Ханну Сормунен |
| |                            | |                             | Судьи: Бретт Айверсон Линус Олунд Линейные судьи: Юп Леермакерс Ханну Сормунен |
| 10 мин | Штраф                      | 4 мин |                             | Судьи: Бретт Айверсон Линус Олунд Линейные судьи: Юп Леермакерс Ханну Сормунен |
| |                            | |                             |                                                                                |
| | 29                         | Броски | 14                          |                                                                                |

| 21 мая 2019 20:15 | Канада | 3 : 0 (2:0, 1:0, 0:0) | США | Стил Арена, Кошице Зрителей: 7440 |

| Отчёт | Отчёт                     | Отчёт   | Отчёт                      | Отчёт                                                                              |
| --- | ------------------------- | ------- | -------------------------- | ---------------------------------------------------------------------------------- |
| |                           |         |                            |                                                                                    |
| | Мэтт Мюррей — 00:00-60:00 | Вратари | 00:00-60:00 — Кори Шнайдер | Судьи: Мартин Франё Микко Каукокари Линейные судьи: Мирослав Лготски Дмитрий Шишло |
| | Голы:                     |         |                            | Судьи: Мартин Франё Микко Каукокари Линейные судьи: Мирослав Лготски Дмитрий Шишло |
| Пьер-Люк Дюбуа — 01:49 (М. Стоун) Кайл Террис — 08:02 (Э. Манта) Джаред Макканн — 35:59 (К. Террис, Д. Фаббро) | 1 : 0 2 : 0 3 : 0         |         |                            | Судьи: Мартин Франё Микко Каукокари Линейные судьи: Мирослав Лготски Дмитрий Шишло |
| |                           |         |                            | Судьи: Мартин Франё Микко Каукокари Линейные судьи: Мирослав Лготски Дмитрий Шишло |
| |                           |         |                            | Судьи: Мартин Франё Микко Каукокари Линейные судьи: Мирослав Лготски Дмитрий Шишло |
| |                           |         |                            | Судьи: Мартин Франё Микко Каукокари Линейные судьи: Мирослав Лготски Дмитрий Шишло |
| 14 мин | Штраф                     | 4 мин   |                            | Судьи: Мартин Франё Микко Каукокари Линейные судьи: Мирослав Лготски Дмитрий Шишло |
| |                           |         |                            |                                                                                    |
| | 36                        | Броски  | 28                         |                                                                                    |

### Группа B (Братислава)
| М | Сборная   | И | В | ВО | ПО | П | ШЗ | ШП | РШ  | О  |
| - | --------- | - | - | -- | -- | - | -- | -- | --- | -- |
| 1 | Россия    | 7 | 7 | 0  | 0  | 0 | 36 | 7  | +29 | 21 |
| 2 | Чехия     | 7 | 6 | 0  | 0  | 1 | 39 | 14 | +25 | 18 |
| 3 | Швеция    | 7 | 5 | 0  | 0  | 2 | 41 | 21 | +20 | 15 |
| 4 | Швейцария | 7 | 4 | 0  | 0  | 3 | 27 | 14 | +13 | 12 |
| 5 | Латвия    | 7 | 3 | 0  | 0  | 4 | 21 | 20 | +1  | 9  |
| 6 | Норвегия  | 7 | 2 | 0  | 0  | 5 | 19 | 33 | -14 | 6  |
| 7 | Италия    | 7 | 0 | 1  | 0  | 6 | 5  | 48 | -43 | 2  |
| 8 | Австрия   | 7 | 0 | 0  | 1  | 6 | 9  | 40 | -31 | 1  |

| 10 мая 2019 16:15 | Россия | 5 : 2 (2:0, 2:0, 1:2) | Норвегия | Ондрей Непела Арена, Братислава Зрителей: 7698 |

| Отчёт | Отчёт                                     | Отчёт                                                                          | Отчёт                          | Отчёт                                                                          |
| --- | ----------------------------------------- | ------------------------------------------------------------------------------ | ------------------------------ | ------------------------------------------------------------------------------ |
| |                                           |                                                                                |                                |                                                                                |
| | Андрей Василевский — 00:00-60:00          | Вратари                                                                        | 00:00-60:00 — Хенрик Хёукеланн | Судьи: Мартин Франё Стефен Рено Линейные судьи: Роман Кадерли Мирослав Лготски |
| | Голы:                                     |                                                                                |                                | Судьи: Мартин Франё Стефен Рено Линейные судьи: Роман Кадерли Мирослав Лготски |
| Евгений Дадонов (бол.) — 08:39 (Е. Малкин, Н. Кучеров) Артём Анисимов — 14:33 (М. Григоренко, Д. Орлов) Никита Кучеров (бол.) — 28:13 (М. Сергачёв) Евгений Дадонов (бол.) — 29:47 (Е. Малкин, Н. Гусев) Никита Гусев — 41:26 (Н. Кучеров, Д. Хафизуллин) | 1 : 0 2 : 0 3 : 0 4 : 0 5 : 0 5 : 1 5 : 2 | 56:07 — Томас Валькве Ульсен (А. Райхенберг) 57:47 — Юнас Холёс (А. Мартинсен) |                                | Судьи: Мартин Франё Стефен Рено Линейные судьи: Роман Кадерли Мирослав Лготски |
| |                                           |                                                                                |                                | Судьи: Мартин Франё Стефен Рено Линейные судьи: Роман Кадерли Мирослав Лготски |
| |                                           |                                                                                |                                | Судьи: Мартин Франё Стефен Рено Линейные судьи: Роман Кадерли Мирослав Лготски |
| |                                           |                                                                                |                                | Судьи: Мартин Франё Стефен Рено Линейные судьи: Роман Кадерли Мирослав Лготски |
| 6 мин | Штраф                                     | 8 мин                                                                          |                                | Судьи: Мартин Франё Стефен Рено Линейные судьи: Роман Кадерли Мирослав Лготски |
| |                                           |                                                                                |                                |                                                                                |
| | 27                                        | Броски                                                                         | 27                             |                                                                                |

| 10 мая 2019 20:15 | Чехия | 5 : 2 (1:0, 1:2, 3:0) | Швеция | Ондрей Непела Арена, Братислава Зрителей: 8723 |

| Отчёт | Отчёт                                 | Отчёт | Отчёт                                                                                        | Отчёт                                                                         |
| --- | ------------------------------------- | --- | -------------------------------------------------------------------------------------------- | ----------------------------------------------------------------------------- |
| |                                       | |                                                                                              |                                                                               |
| | Патрик Бартошак — 00:00-60:00         | Вратари | 00:00-56:20 — Хенрик Лундквист 56:40-56:48 — Хенрик Лундквист 59:04-60:00 — Хенрик Лундквист | Судьи: Роман Гофман Бретт Айверсон Линейные судьи: Билл Хэнкок Ханну Сормунен |
| | Голы:                                 | |                                                                                              | Судьи: Роман Гофман Бретт Айверсон Линейные судьи: Билл Хэнкок Ханну Сормунен |
| Якуб Врана — 01:55 (Д. Кубалик) Доминик Кубалик — 36:36 (Я. Коварж) Михаэл Фролик — 40:33 (Д. Симон, Я. Ворачек) Якуб Врана — 55:50 (Ф. Гронек) Ян Коварж (п.в.) — 59:04 (Я. Ворачек) | 1 : 0 1 : 1 : 2 : 2 3 : 2 4 : 2 5 : 2 | 20:24 — Патрик Хёрнквист (В. Нюландер, Э. Петтерссон) 23:01 — Оскар Линдблум (бол.) (Й. Братт, Э. Густафссон) |                                                                                              | Судьи: Роман Гофман Бретт Айверсон Линейные судьи: Билл Хэнкок Ханну Сормунен |
| |                                       | |                                                                                              | Судьи: Роман Гофман Бретт Айверсон Линейные судьи: Билл Хэнкок Ханну Сормунен |
| |                                       | |                                                                                              | Судьи: Роман Гофман Бретт Айверсон Линейные судьи: Билл Хэнкок Ханну Сормунен |
| |                                       | |                                                                                              | Судьи: Роман Гофман Бретт Айверсон Линейные судьи: Билл Хэнкок Ханну Сормунен |
| 14 мин | Штраф                                 | 14 мин |                                                                                              | Судьи: Роман Гофман Бретт Айверсон Линейные судьи: Билл Хэнкок Ханну Сормунен |
| |                                       | |                                                                                              |                                                                               |
| | 32                                    | Броски | 32                                                                                           |                                                                               |

| 11 мая 2019 12:15 | Швейцария | 9 : 0 (4:0, 2:0, 3:0) | Италия | Ондрей Непела Арена, Братислава Зрителей: 8463 |

| Отчёт | Отчёт                                                 | Отчёт   | Отчёт                         | Отчёт                                                                         |
| --- | ----------------------------------------------------- | ------- | ----------------------------- | ----------------------------------------------------------------------------- |
| |                                                       |         |                               |                                                                               |
| | Рето Берра — 00:00-60:00                              | Вратари | 00:00-60:00 — Андреас Бернард | Судьи: Мартин Франё Линус Олунд Линейные судьи: Ханну Сормунен Натан Ваностен |
| | Голы:                                                 |         |                               | Судьи: Мартин Франё Линус Олунд Линейные судьи: Ханну Сормунен Натан Ваностен |
| Кевин Фиала — 01:17 (Р. Йоси) Грегори Хофман — 07:24 (Й. Дженацци, Ф. Курашев) Лино Марчини — 10:06 (Л. Фрик) Венсан Праплан (бол.) — 19:54 (К. Фиала, А. Амбюль) Симон Мозер — 21:36 (А. Амбюль, Я. Мозер) Кевин Фиала — 23:32 (Н. Хишир) Кевин Фиала (бол.) — 41:14 (Н. Хишир, В. Праплан) Роман Лёффель — 46:55 (Н. Род) Нико Хишир — 49:43 (В. Праплан) | 1 : 0 2 : 0 3 : 0 4 : 0 5 : 0 6 : 0 7 : 0 8 : 0 9 : 0 |         |                               | Судьи: Мартин Франё Линус Олунд Линейные судьи: Ханну Сормунен Натан Ваностен |
| |                                                       |         |                               | Судьи: Мартин Франё Линус Олунд Линейные судьи: Ханну Сормунен Натан Ваностен |
| |                                                       |         |                               | Судьи: Мартин Франё Линус Олунд Линейные судьи: Ханну Сормунен Натан Ваностен |
| |                                                       |         |                               | Судьи: Мартин Франё Линус Олунд Линейные судьи: Ханну Сормунен Натан Ваностен |
| 2 мин | Штраф                                                 | 8 мин   |                               | Судьи: Мартин Франё Линус Олунд Линейные судьи: Ханну Сормунен Натан Ваностен |
| |                                                       |         |                               |                                                                               |
| | 61                                                    | Броски  | 19                            |                                                                               |

| 11 мая 2019 16:15 | Латвия | 5 : 2 (1:1, 0:0, 4:1) | Австрия | Ондрей Непела Арена, Братислава Зрителей: 8917 |

| Отчёт | Отчёт                                   | Отчёт | Отчёт                       | Отчёт                                                                      |
| --- | --------------------------------------- | --- | --------------------------- | -------------------------------------------------------------------------- |
| |                                         | |                             |                                                                            |
| | Кристерс Гудлевскис — 00:00-60:00       | Вратари | 00:00-60:00 — Давид Киккерт | Судьи: Роман Гофман Петер Стано Линейные судьи: Эндрю Далтон Роман Кадерли |
| | Голы:                                   | |                             | Судьи: Роман Гофман Петер Стано Линейные судьи: Эндрю Далтон Роман Кадерли |
| Рудолфс Балцерс (бол.) — 15:21 (Л. Дарзиньш, Р. Фрейбергс) Лаурис Дарзиньш (бол.) — 40:23 (Р. Балцерс, Т. Блюгерс) Родриго Аболс — 44:20 (Р. Балцерс, Р. Кениньш) Гинтс Мейя — 47:16 (О. Цибульскис, Т. Блюгерс) Роналдс Кениньш — 56:00 (Р. Балцерс) | 0 : 1 : 1 2 : 1 3 : 1 4 : 1 4 : 2 5 : 2 | 14:39 — Михаэль Раффль (мен.) (А. Паллестранг, Р. Хербургер) 55:44 — Рафаэль Хербургер (бол.) (Ф. Хофер, Д. Цвергер) |                             | Судьи: Роман Гофман Петер Стано Линейные судьи: Эндрю Далтон Роман Кадерли |
| |                                         | |                             | Судьи: Роман Гофман Петер Стано Линейные судьи: Эндрю Далтон Роман Кадерли |
| |                                         | |                             | Судьи: Роман Гофман Петер Стано Линейные судьи: Эндрю Далтон Роман Кадерли |
| |                                         | |                             | Судьи: Роман Гофман Петер Стано Линейные судьи: Эндрю Далтон Роман Кадерли |
| 6 мин | Штраф                                   | 35 мин |                             | Судьи: Роман Гофман Петер Стано Линейные судьи: Эндрю Далтон Роман Кадерли |
| |                                         | |                             |                                                                            |
| | 39                                      | Броски | 18                          |                                                                            |

| 11 мая 2019 20:15 | Норвегия | 2 : 7 (1:3, 0:2, 1:2) | Чехия | Ондрей Непела Арена, Братислава Зрителей: 9033 |

| Отчёт                                                                                     | Отчёт                                                     | Отчёт | Отчёт                      | Отчёт                                                                              |
| ----------------------------------------------------------------------------------------- | --------------------------------------------------------- | --- | -------------------------- | ---------------------------------------------------------------------------------- |
|                                                                                           |                                                           | |                            |                                                                                    |
|                                                                                           | Хенрик Хёукеланн — 00:00-40:00 Хенрик Хольм — 40:00-60:00 | Вратари | 00:00-60:00 — Шимон Грубец | Судьи: Микко Каукокари Гордон Шукис Линейные судьи: Юп Леермакерс Лаури Никулайнен |
|                                                                                           | Голы:                                                     | |                            | Судьи: Микко Каукокари Гордон Шукис Линейные судьи: Юп Леермакерс Лаури Никулайнен |
| Тобиас Линдстрём (бол.) — 10:14 (А. Мартинсен, Ю. Холёс) Сондре Ульден — 40:52 (М. Олимб) | 0 : 1 0 : 2 1 : 2 1 : 3 1 : 4 1 : 5 2 : 5 2 : 6 2 : 7     | 02:33 — Филип Гронек (Я. Ворачек, М. Фролик) 06:34 — Филип Гронек (Д. Кубалик, М. Ржепик) 15:32 — Михаэл Фролик (мен.) 23:17 — Михаэл Фролик (бол.) (Я. Ворачек) 33:36 — Михал Ржепик (Д. Кубалик, Ф. Гронек) 41:30 — Филип Хытил (Я. Врана, Я. Рутта) 44:52 — Доминик Кубалик (Я. Коварж) |                            | Судьи: Микко Каукокари Гордон Шукис Линейные судьи: Юп Леермакерс Лаури Никулайнен |
|                                                                                           |                                                           | |                            | Судьи: Микко Каукокари Гордон Шукис Линейные судьи: Юп Леермакерс Лаури Никулайнен |
|                                                                                           |                                                           | |                            | Судьи: Микко Каукокари Гордон Шукис Линейные судьи: Юп Леермакерс Лаури Никулайнен |
|                                                                                           |                                                           | |                            | Судьи: Микко Каукокари Гордон Шукис Линейные судьи: Юп Леермакерс Лаури Никулайнен |
| 8 мин                                                                                     | Штраф                                                     | 14 мин |                            | Судьи: Микко Каукокари Гордон Шукис Линейные судьи: Юп Леермакерс Лаури Никулайнен |
|                                                                                           |                                                           | |                            |                                                                                    |
|                                                                                           | 24                                                        | Броски | 42                         |                                                                                    |

| 12 мая 2019 12:15 | Россия | 5 : 0 (1:0, 2:0, 2:0) | Австрия | Ондрей Непела Арена, Братислава Зрителей: 9033 |

| Отчёт | Отчёт                            | Отчёт   | Отчёт                            | Отчёт                                                                        |
| --- | -------------------------------- | ------- | -------------------------------- | ---------------------------------------------------------------------------- |
| |                                  |         |                                  |                                                                              |
| | Александр Георгиев — 00:00-60:00 | Вратари | 00:00-60:00 — Бернхард Штаркбаум | Судьи: Линус Олунд Гордон Шукис Линейные судьи: Юп Леермакерс Натан Ваностен |
| | Голы:                            |         |                                  | Судьи: Линус Олунд Гордон Шукис Линейные судьи: Юп Леермакерс Натан Ваностен |
| Евгений Дадонов (бол.) — 12:15 (Н. Гусев, Н. Кучеров) Никита Кучеров — 34:23 (Н. Гусев) Иван Телегин — 34:59 (И. Ковальчук) Евгений Дадонов — 40:15 (М. Сергачёв, Е. Малкин) Илья Ковальчук — 44:06 (Д. Орлов, Е. Кузнецов) | 1 : 0 2 : 0 3 : 0 4 : 0 5 : 0    |         |                                  | Судьи: Линус Олунд Гордон Шукис Линейные судьи: Юп Леермакерс Натан Ваностен |
| |                                  |         |                                  | Судьи: Линус Олунд Гордон Шукис Линейные судьи: Юп Леермакерс Натан Ваностен |
| |                                  |         |                                  | Судьи: Линус Олунд Гордон Шукис Линейные судьи: Юп Леермакерс Натан Ваностен |
| |                                  |         |                                  | Судьи: Линус Олунд Гордон Шукис Линейные судьи: Юп Леермакерс Натан Ваностен |
| 2 мин | Штраф                            | 8 мин   |                                  | Судьи: Линус Олунд Гордон Шукис Линейные судьи: Юп Леермакерс Натан Ваностен |
| |                                  |         |                                  |                                                                              |
| | 37                               | Броски  | 15                               |                                                                              |

| 12 мая 2019 16:15 | Италия | 0 : 8 (0:1, 0:1, 0:6) | Швеция | Ондрей Непела Арена, Братислава Зрителей: 6984 |

| Отчёт | Отчёт                                           | Отчёт | Отчёт                          | Отчёт                                                                     |
| ----- | ----------------------------------------------- | --- | ------------------------------ | ------------------------------------------------------------------------- |
|       |                                                 | |                                |                                                                           |
|       | Марко Де Филиппо Ройа — 00:00-60:00             | Вратари | 00:00-60:00 — Хенрик Лундквист | Судьи: Стефен Рено Петер Стано Линейные судьи: Эндрю Далтон Дмитрий Шишло |
|       | Голы:                                           | |                                | Судьи: Стефен Рено Петер Стано Линейные судьи: Эндрю Далтон Дмитрий Шишло |
|       | 0 : 1 0 : 2 0 : 3 0 : 4 0 : 5 0 : 6 0 : 7 0 : 8 | 02:10 — Антон Ландер (Й. Братт, Л. Эрикссон) 25:25 — Патрик Хёрнквист (бол.) (Э. Петтерссон, Л. Эрикссон) 41:57 — Оскар Линдблум (бол.) (А. Кемпе, В. Нюландер) 42:52 — Маркус Крюгер (Д. Расмуссен, М. Кемпе) 48:55 — Антон Ландер (мен.) (Л. Эрикссон) 52:33 — Вильям Нюландер 55:32 — Антон Ландер (Э. Линдхольм) 58:29 — Патрик Хёрнквист (А. Кемпе) |                                | Судьи: Стефен Рено Петер Стано Линейные судьи: Эндрю Далтон Дмитрий Шишло |
|       |                                                 | |                                | Судьи: Стефен Рено Петер Стано Линейные судьи: Эндрю Далтон Дмитрий Шишло |
|       |                                                 | |                                | Судьи: Стефен Рено Петер Стано Линейные судьи: Эндрю Далтон Дмитрий Шишло |
|       |                                                 | |                                | Судьи: Стефен Рено Петер Стано Линейные судьи: Эндрю Далтон Дмитрий Шишло |
| 6 мин | Штраф                                           | 4 мин |                                | Судьи: Стефен Рено Петер Стано Линейные судьи: Эндрю Далтон Дмитрий Шишло |
|       |                                                 | |                                |                                                                           |
|       | 13                                              | Броски | 58                             |                                                                           |

| 12 мая 2019 20:15 | Латвия | 1 : 3 (0:0, 1:1, 0:2) | Швейцария | Ондрей Непела Арена, Братислава Зрителей: 7773 |

| Отчёт                                     | Отчёт                                                       | Отчёт | Отчёт                          | Отчёт                                                                              |
| ----------------------------------------- | ----------------------------------------------------------- | --- | ------------------------------ | ---------------------------------------------------------------------------------- |
|                                           |                                                             | |                                |                                                                                    |
|                                           | Элвис Мерзликин — 00:00-58:18 Элвис Мерзликин — 59:19-60:00 | Вратари | 00:00-60:00 — Леонардо Дженони | Судьи: Бретт Айверсон Микко Каукокари Линейные судьи: Билл Хэнкок Мирослав Лготски |
|                                           | Голы:                                                       | |                                | Судьи: Бретт Айверсон Микко Каукокари Линейные судьи: Билл Хэнкок Мирослав Лготски |
| Микс Индрашис (бол.) — 34:15 (Р. Балцерс) | 0 : 1 : 1 1 : 2 1 : 3                                       | 33:44 — Грегори Хофманн (Ф. Курашев, Л. Марчини) 56:21 — Нико Хишир (В. Праплан, Р. Йоси) 59:19 — Симон Мозер (п.в.) |                                | Судьи: Бретт Айверсон Микко Каукокари Линейные судьи: Билл Хэнкок Мирослав Лготски |
|                                           |                                                             | |                                | Судьи: Бретт Айверсон Микко Каукокари Линейные судьи: Билл Хэнкок Мирослав Лготски |
|                                           |                                                             | |                                | Судьи: Бретт Айверсон Микко Каукокари Линейные судьи: Билл Хэнкок Мирослав Лготски |
|                                           |                                                             | |                                | Судьи: Бретт Айверсон Микко Каукокари Линейные судьи: Билл Хэнкок Мирослав Лготски |
| 10 мин                                    | Штраф                                                       | 12 мин |                                | Судьи: Бретт Айверсон Микко Каукокари Линейные судьи: Билл Хэнкок Мирослав Лготски |
|                                           |                                                             | |                                |                                                                                    |
|                                           | 21                                                          | Броски | 37                             |                                                                                    |

| 13 мая 2019 16:15 | Россия | 3 : 0 (1:0, 1:0, 1:0) | Чехия | Ондрей Непела Арена, Братислава Зрителей: 9085 |

| Отчёт | Отчёт                            | Отчёт   | Отчёт                                                                                     | Отчёт                                                                           |
| --- | -------------------------------- | ------- | ----------------------------------------------------------------------------------------- | ------------------------------------------------------------------------------- |
| |                                  |         |                                                                                           |                                                                                 |
| | Андрей Василевский — 00:00-60:00 | Вратари | 00:00-57:27 — Патрик Бартошак 58:07-58:25 — Патрик Бартошак 59:04-60:00 — Патрик Бартошак | Судьи: Бретт Айверсон Петер Стано Линейные судьи: Ханну Сормунен Натан Ваностен |
| | Голы:                            |         |                                                                                           | Судьи: Бретт Айверсон Петер Стано Линейные судьи: Ханну Сормунен Натан Ваностен |
| Сергей Андронов — 13:02 (Д. Хафизуллин, Н. Нестеров) Никита Гусев — 32:35 (Н. Кучеров) Никита Зайцев (п.в.) — 59:04 | 1 : 0 2 : 0 3 : 0                |         |                                                                                           | Судьи: Бретт Айверсон Петер Стано Линейные судьи: Ханну Сормунен Натан Ваностен |
| |                                  |         |                                                                                           | Судьи: Бретт Айверсон Петер Стано Линейные судьи: Ханну Сормунен Натан Ваностен |
| |                                  |         |                                                                                           | Судьи: Бретт Айверсон Петер Стано Линейные судьи: Ханну Сормунен Натан Ваностен |
| |                                  |         |                                                                                           | Судьи: Бретт Айверсон Петер Стано Линейные судьи: Ханну Сормунен Натан Ваностен |
| 10 мин | Штраф                            | 16 мин  |                                                                                           | Судьи: Бретт Айверсон Петер Стано Линейные судьи: Ханну Сормунен Натан Ваностен |
| |                                  |         |                                                                                           |                                                                                 |
| | 28                               | Броски  | 23                                                                                        |                                                                                 |

| 13 мая 2019 20:15 | Норвегия | 1 : 9 (0:3, 0:5, 1:1) | Швеция | Ондрей Непела Арена, Братислава Зрителей: 8850 |

| Отчёт                                   | Отчёт                                                       | Отчёт | Отчёт                        | Отчёт                                                                      |
| --------------------------------------- | ----------------------------------------------------------- | --- | ---------------------------- | -------------------------------------------------------------------------- |
|                                         |                                                             | |                              |                                                                            |
|                                         | Хенрик Хёукеланн — 00:00-25:54 Хенрик Хольм — 25:54-60:00   | Вратари | 00:00-60:00 — Якоб Маркстрём | Судьи: Роман Гофман Гордон Шукис Линейные судьи: Билл Хэнкок Юп Леермакерс |
|                                         | Голы:                                                       | |                              | Судьи: Роман Гофман Гордон Шукис Линейные судьи: Билл Хэнкок Юп Леермакерс |
| Матиас Треттенес — 51:14 (Т. В. Ольсен) | 0 : 1 0 : 2 0 : 3 0 : 4 0 : 5 0 : 6 0 : 7 0 : 8 1 : 8 1 : 9 | 00:39 — Александр Веннберг (В. Нюландер) 06:40 — Патрик Хёрнквист (О. Экман-Ларссон, В. Нюландер) 18:22 — Вильям Нюландер (А. Веннберг) 22:05 — Адриан Кемпе (А. Ландер) 25:54 — Патрик Хёрнквист (О. Экман-Ларссон, А. Ларссон) 26:40 — Марио Кемпе (А. Ландер, Э. Густафссон) 29:38 — Александр Веннберг (В. Нюландер) 38:40 — Луи Эрикссон (бол.) (Э. Линдхольм, Э. Петтерссон) 57:29 — Оскар Линдблум (В. Нюландер, А. Ландер) |                              | Судьи: Роман Гофман Гордон Шукис Линейные судьи: Билл Хэнкок Юп Леермакерс |
|                                         |                                                             | |                              | Судьи: Роман Гофман Гордон Шукис Линейные судьи: Билл Хэнкок Юп Леермакерс |
|                                         |                                                             | |                              | Судьи: Роман Гофман Гордон Шукис Линейные судьи: Билл Хэнкок Юп Леермакерс |
|                                         |                                                             | |                              | Судьи: Роман Гофман Гордон Шукис Линейные судьи: Билл Хэнкок Юп Леермакерс |
| 8 мин                                   | Штраф                                                       | 16 мин |                              | Судьи: Роман Гофман Гордон Шукис Линейные судьи: Билл Хэнкок Юп Леермакерс |
|                                         |                                                             | |                              |                                                                            |
|                                         | 17                                                          | Броски | 44                           |                                                                            |

| 14 мая 2019 16:15 | Италия | 0 : 3 (0:0, 0:2, 0:1) | Латвия | Ондрей Непела Арена, Братислава Зрителей: 5532 |

| Отчёт | Отчёт                                                       | Отчёт | Отчёт                             | Отчёт                                                                       |
| ----- | ----------------------------------------------------------- | --- | --------------------------------- | --------------------------------------------------------------------------- |
|       |                                                             | |                                   |                                                                             |
|       | Андреас Бернард — 00:00-58:41 Андреас Бернард — 59:04-60:00 | Вратари | 00:00-60:00 — Кристерс Гудлевскис | Судьи: Стефен Рено Гордон Шукис Линейные судьи: Эндрю Далтон Ханну Сормунен |
|       | Голы:                                                       | |                                   | Судьи: Стефен Рено Гордон Шукис Линейные судьи: Эндрю Далтон Ханну Сормунен |
|       | 0 : 1 0 : 2 0 : 3                                           | 29:11 — Робертс Букартс (Ри. Букартс, Г. Мейя) 29:11 — Рихардс Маренис (Э. Гегерис, Р. Фрейбергс) 59:04 — Теодорс Блюгерс (п.в.) (Р. Балцерс, Р. Кениньш) |                                   | Судьи: Стефен Рено Гордон Шукис Линейные судьи: Эндрю Далтон Ханну Сормунен |
|       |                                                             | |                                   | Судьи: Стефен Рено Гордон Шукис Линейные судьи: Эндрю Далтон Ханну Сормунен |
|       |                                                             | |                                   | Судьи: Стефен Рено Гордон Шукис Линейные судьи: Эндрю Далтон Ханну Сормунен |
|       |                                                             | |                                   | Судьи: Стефен Рено Гордон Шукис Линейные судьи: Эндрю Далтон Ханну Сормунен |
| 6 мин | Штраф                                                       | 2 мин |                                   | Судьи: Стефен Рено Гордон Шукис Линейные судьи: Эндрю Далтон Ханну Сормунен |
|       |                                                             | |                                   |                                                                             |
|       | 15                                                          | Броски | 65                                |                                                                             |

| 14 мая 2019 20:15 | Швейцария | 4 : 0 (1:0, 0:0, 3:0) | Австрия | Ондрей Непела Арена, Братислава Зрителей: 4488 |

| Отчёт | Отчёт                    | Отчёт   | Отчёт                      | Отчёт                                                                              |
| --- | ------------------------ | ------- | -------------------------- | ---------------------------------------------------------------------------------- |
| |                          |         |                            |                                                                                    |
| | Рето Берра — 00:00-60:00 | Вратари | 00:00-60:00 — Давид Кикерт | Судьи: Микко Каукокари Алекси Рантала Линейные судьи: Рене Йенсен Лаури Ликулайнен |
| | Голы:                    |         |                            | Судьи: Микко Каукокари Алекси Рантала Линейные судьи: Рене Йенсен Лаури Ликулайнен |
| Кевин Фиала — 19:27 (Н. Хишир, В. Праплан) Роман Йоси — 53:02 (Р. Лёффель, С. Мозер) Филипп Курашев (бол.) — 58:34 (Н. Хишир) Свен Андригетто (бол.) — 59:47 (Р. Диас, В. Праплан) | 1 : 0 2 : 0 3 : 0 4 : 0  |         |                            | Судьи: Микко Каукокари Алекси Рантала Линейные судьи: Рене Йенсен Лаури Ликулайнен |
| |                          |         |                            | Судьи: Микко Каукокари Алекси Рантала Линейные судьи: Рене Йенсен Лаури Ликулайнен |
| |                          |         |                            | Судьи: Микко Каукокари Алекси Рантала Линейные судьи: Рене Йенсен Лаури Ликулайнен |
| |                          |         |                            | Судьи: Микко Каукокари Алекси Рантала Линейные судьи: Рене Йенсен Лаури Ликулайнен |
| 18 мин | Штраф                    | 28 мин  |                            | Судьи: Микко Каукокари Алекси Рантала Линейные судьи: Рене Йенсен Лаури Ликулайнен |
| |                          |         |                            |                                                                                    |
| | 45                       | Броски  | 18                         |                                                                                    |

| 15 мая 2019 16:15 | Швейцария | 4 : 1 (1:0, 1:0, 2:1) | Норвегия | Ондрей Непела Арена, Братислава Зрителей: 4673 |

| Отчёт | Отчёт                          | Отчёт                                    | Отчёт                      | Отчёт                                                                             |
| --- | ------------------------------ | ---------------------------------------- | -------------------------- | --------------------------------------------------------------------------------- |
| |                                |                                          |                            |                                                                                   |
| | Леонардо Дженони — 00:00-60:00 | Вратари                                  | 00:00-60:00 — Хенрик Хольм | Судьи: Бретт Айверсон Джереми Тафтс Линейные судьи: Эндрю Далтон Лаури Никулайнен |
| | Голы:                          |                                          |                            | Судьи: Бретт Айверсон Джереми Тафтс Линейные судьи: Эндрю Далтон Лаури Никулайнен |
| Андрес Амбюль — 05:30 (К. Бертши, Р. Лёффель) Нико Хишир — 20:34 (К. Фиала) Грегори Хофманн — 49:01 (Л. Марчини) Андрес Амбюль — 56:02 (Й. Дженацци, С. Мозер) | 1 : 0 2 : 0 3 : 0 4 : 0 4 : 1  | 58:04 — Тобиас Линдстрём (А. Райхенберг) |                            | Судьи: Бретт Айверсон Джереми Тафтс Линейные судьи: Эндрю Далтон Лаури Никулайнен |
| |                                |                                          |                            | Судьи: Бретт Айверсон Джереми Тафтс Линейные судьи: Эндрю Далтон Лаури Никулайнен |
| |                                |                                          |                            | Судьи: Бретт Айверсон Джереми Тафтс Линейные судьи: Эндрю Далтон Лаури Никулайнен |
| |                                |                                          |                            | Судьи: Бретт Айверсон Джереми Тафтс Линейные судьи: Эндрю Далтон Лаури Никулайнен |
| 10 мин | Штраф                          | 28 мин                                   |                            | Судьи: Бретт Айверсон Джереми Тафтс Линейные судьи: Эндрю Далтон Лаури Никулайнен |
| |                                |                                          |                            |                                                                                   |
| | 42                             | Броски                                   | 32                         |                                                                                   |

| 15 мая 2019 20:15 | Россия | 10 : 0 (4:0, 4:0, 2:0) | Италия | Ондрей Непела Арена, Братислава Зрителей: 7535 |

| Отчёт | Отчёт                                                        | Отчёт   | Отчёт                                                             | Отчёт                                                                             |
| --- | ------------------------------------------------------------ | ------- | ----------------------------------------------------------------- | --------------------------------------------------------------------------------- |
| |                                                              |         |                                                                   |                                                                                   |
| | Андрей Василевский — 00:00-60:00                             | Вратари | 00:00-20:18 — Андреас Бернард 20:18-60:00 — Марко Де Филиппо Ройа | Судьи: Микко Каукокари Алекси Рантала Линейные судьи: Рене Йенсен Дастин Маккранк |
| | Голы:                                                        |         |                                                                   | Судьи: Микко Каукокари Алекси Рантала Линейные судьи: Рене Йенсен Дастин Маккранк |
| Никита Зайцев — 00:31 (Н. Кучеров, Н. Гусев) Динар Хафизуллин — 08:30 (Н. Гусев, Н. Кучеров) Евгений Кузнецов — 13:15 (А. Барабанов) Александр Овечкин — 16:14 (Е. Кузнецов) Евгений Кузнецов — 20:18 (А. Овечкин, Д. Орлов) Илья Ковальчук — 26:03 (Е. Кузнецов) Евгений Дадонов (бол.) — 33:41 (Н. Кучеров, Н. Гусев) Михаил Григоренко (мен.) — 36:25 (А. Барабанов) Никита Кучеров — 44:52 (Н. Зайцев, Д. Хафизуллин) Евгений Дадонов — 45:27 (И. Ковальчук) | 1 : 0 2 : 0 3 : 0 4 : 0 5 : 0 6 : 0 7 : 0 8 : 0 9 : 0 10 : 0 |         |                                                                   | Судьи: Микко Каукокари Алекси Рантала Линейные судьи: Рене Йенсен Дастин Маккранк |
| |                                                              |         |                                                                   | Судьи: Микко Каукокари Алекси Рантала Линейные судьи: Рене Йенсен Дастин Маккранк |
| |                                                              |         |                                                                   | Судьи: Микко Каукокари Алекси Рантала Линейные судьи: Рене Йенсен Дастин Маккранк |
| |                                                              |         |                                                                   | Судьи: Микко Каукокари Алекси Рантала Линейные судьи: Рене Йенсен Дастин Маккранк |
| 4 мин | Штраф                                                        | 8 мин   |                                                                   | Судьи: Микко Каукокари Алекси Рантала Линейные судьи: Рене Йенсен Дастин Маккранк |
| |                                                              |         |                                                                   |                                                                                   |
| | 40                                                           | Броски  | 15                                                                |                                                                                   |

| 16 мая 2019 16:15 | Швеция | 9 : 1 (5:0, 2:0, 2:1) | Австрия | Ондрей Непела Арена, Братислава Зрителей: 8386 |

| Отчёт | Отчёт                                                       | Отчёт                                        | Отчёт                            | Отчёт                                                                         |
| --- | ----------------------------------------------------------- | -------------------------------------------- | -------------------------------- | ----------------------------------------------------------------------------- |
| |                                                             |                                              |                                  |                                                                               |
| | Хенрик Лундквист — 00:00-60:00                              | Вратари                                      | 00:00-60:00 — Бернхард Штаркбаум | Судьи: Бретт Айверсон Петер Стано Линейные судьи: Эндрю Далтон Ханну Сормунен |
| | Голы:                                                       |                                              |                                  | Судьи: Бретт Айверсон Петер Стано Линейные судьи: Эндрю Далтон Ханну Сормунен |
| Габриэль Ландескуг — 01:09 (Э. Петтерссон, Э. Линдхольм) Маркус Крюгер — 02:37 (О. Линдблум) Вильям Нюландер — 05:41 (А. Веннберг, П. Хёрнквист) Адам Ларссон — 07:32 (В. Нюландер) Адриан Кемпе — 14:39 (А. Ландер, М. Экхольм) Деннис Расмуссен (мен.) — 29:13 (М. Крюгер) Элиас Линдхольм — 33:22 (Г. Ландескуг, Э. Петтерссон) Оливер Экман-Ларссон (бол.) — 42:40 (А. Веннберг, П. Хёрнквист) Элиас Петтерссон — 45:31 (Э. Линдхольм, Г. Ландескуг) | 1 : 0 2 : 0 3 : 0 4 : 0 5 : 0 6 : 0 7 : 0 8 : 0 9 : 0 9 : 1 | 47:46 — Михаэль Раффль (Ф. Хофер, М. Шлахер) |                                  | Судьи: Бретт Айверсон Петер Стано Линейные судьи: Эндрю Далтон Ханну Сормунен |
| |                                                             |                                              |                                  | Судьи: Бретт Айверсон Петер Стано Линейные судьи: Эндрю Далтон Ханну Сормунен |
| |                                                             |                                              |                                  | Судьи: Бретт Айверсон Петер Стано Линейные судьи: Эндрю Далтон Ханну Сормунен |
| |                                                             |                                              |                                  | Судьи: Бретт Айверсон Петер Стано Линейные судьи: Эндрю Далтон Ханну Сормунен |
| 8 мин | Штраф                                                       | 10 мин                                       |                                  | Судьи: Бретт Айверсон Петер Стано Линейные судьи: Эндрю Далтон Ханну Сормунен |
| |                                                             |                                              |                                  |                                                                               |
| | 36                                                          | Броски                                       | 22                               |                                                                               |

| 16 мая 2019 20:15 | Чехия | 6 : 3 (0:2, 4:0, 2:1) | Латвия | Ондрей Непела Арена, Братислава Зрителей: 9084 |

| Отчёт | Отчёт                                                 | Отчёт | Отчёт                                                                                     | Отчёт                                                                        |
| --- | ----------------------------------------------------- | --- | ----------------------------------------------------------------------------------------- | ---------------------------------------------------------------------------- |
| |                                                       | |                                                                                           |                                                                              |
| | Патрик Бартошак — 00:00-60:00                         | Вратари | 00:00-54:52 — Элвис Мерзликин 55:28-58:19 — Элвис Мерзликин 58:28-60:00 — Элвис Мерзликин | Судьи: Оливер Гуэн Джереми Тафтс Линейные судьи: Дмитрий Голяк Брайан Оливер |
| | Голы:                                                 | |                                                                                           | Судьи: Оливер Гуэн Джереми Тафтс Линейные судьи: Дмитрий Голяк Брайан Оливер |
| Филип Гронек (бол.) — 25:41 (Я. Ворачек) Ян Коварж — 31:01 (О. Палат, П. Заморски) Якуб Ворачек — 37:38 (Д. Симон, Ф. Гронек) Якуб Врана — 38:40 (Р. Факса, Р. Гудас) Доминик Симон — 45:44 (Я. Ворачек, М. Фролик) Якуб Ворачек (п.в.) — 58:28 (М. Фролик, Д. Симон) | 0 : 1 0 : 2 1 : 2 2 : 2 3 : 2 4 : 2 5 : 2 5 : 3 6 : 3 | 06:04 — Микс Индрашис (бол.) (Л. Дарзиньш, О. Цибульскис) 13:08 — Лаурис Дарзиньш (бол.) (Р. Балцерс, О. Цибульскис) 55:28 — Лаурис Дарзиньш (бол.) (О. Цибульскис) |                                                                                           | Судьи: Оливер Гуэн Джереми Тафтс Линейные судьи: Дмитрий Голяк Брайан Оливер |
| |                                                       | |                                                                                           | Судьи: Оливер Гуэн Джереми Тафтс Линейные судьи: Дмитрий Голяк Брайан Оливер |
| |                                                       | |                                                                                           | Судьи: Оливер Гуэн Джереми Тафтс Линейные судьи: Дмитрий Голяк Брайан Оливер |
| |                                                       | |                                                                                           | Судьи: Оливер Гуэн Джереми Тафтс Линейные судьи: Дмитрий Голяк Брайан Оливер |
| 14 мин | Штраф                                                 | 54 мин |                                                                                           | Судьи: Оливер Гуэн Джереми Тафтс Линейные судьи: Дмитрий Голяк Брайан Оливер |
| |                                                       | |                                                                                           |                                                                              |
| | 39                                                    | Броски | 24                                                                                        |                                                                              |

| 17 мая 2019 16:15 | Австрия | 3 : 5 (0:1, 1:1, 2:3) | Норвегия | Ондрей Непела Арена, Братислава Зрителей: 8196 |

| Отчёт | Отчёт | Отчёт | Отчёт                      | Отчёт                                                                         |
| --- | --- | --- | -------------------------- | ----------------------------------------------------------------------------- |
| | | |                            |                                                                               |
| | Бернхард Штаркбаум — 00:00-57:52 Бернхард Штаркбаум — 59:09-59:15 Бернхард Штаркбаум — 59:17-59:26 Бернхард Штаркбаум — 59:54-60:00 | Вратари | 00:00-60:00 — Хенрик Хольм | Судьи: Ян Грибик Алекси Рантала Линейные судьи: Дмитрий Голяк Дастин Маккранк |
| | Голы: | |                            | Судьи: Ян Грибик Алекси Рантала Линейные судьи: Дмитрий Голяк Дастин Маккранк |
| Петер Шнайдер (бол.) — 22:08 (Д. Хайнрих, К. Комарек) Кристиан Комарек — 49:37 (А. Паллестранг, П. Шнайдер) Доминик Хайнрих — 59:09 (Ф. Шнайдер, Д. Цвергер) | 0 : 1 : 1 1 : 2 : 2 2 : 3 2 : 4 3 : 4 3 : 5                                                                                         | 02:01 — Кристиан Булл (Т. Линдстрём) 36:42 — Йоханнес Йоханнесен (Т. В. Ольсен, А. Мартинсен) 50:33 — Александр Райхенберг (М. Хага, Ю. Холёс) 53:22 — Кристиан Булл (М. Олимб, А. Райхенберг) 59:17 — Кристиан Булл (п.в.) (Т. Линдстрём) |                            | Судьи: Ян Грибик Алекси Рантала Линейные судьи: Дмитрий Голяк Дастин Маккранк |
| | | |                            | Судьи: Ян Грибик Алекси Рантала Линейные судьи: Дмитрий Голяк Дастин Маккранк |
| | | |                            | Судьи: Ян Грибик Алекси Рантала Линейные судьи: Дмитрий Голяк Дастин Маккранк |
| | | |                            | Судьи: Ян Грибик Алекси Рантала Линейные судьи: Дмитрий Голяк Дастин Маккранк |
| 4 мин | Штраф | 8 мин |                            | Судьи: Ян Грибик Алекси Рантала Линейные судьи: Дмитрий Голяк Дастин Маккранк |
| | | |                            |                                                                               |
| | 33 | Броски | 30                         |                                                                               |

| 17 мая 2019 20:15 | Чехия | 8 : 0 (1:0, 4:0, 3:0) | Италия | Ондрей Непела Арена, Братислава Зрителей: 9082 |

| Отчёт | Отчёт                                           | Отчёт   | Отчёт                               | Отчёт                                                                             |
| --- | ----------------------------------------------- | ------- | ----------------------------------- | --------------------------------------------------------------------------------- |
| |                                                 |         |                                     |                                                                                   |
| | Павел Францоуз — 00:00-60:00                    | Вратари | 00:00-60:00 — Марко Де Филиппо Ройа | Судьи: Оливье Гуэн Евгений Ромасько Линейные судьи: Глеб Лазарев Лаури Никулайнен |
| | Голы:                                           |         |                                     | Судьи: Оливье Гуэн Евгений Ромасько Линейные судьи: Глеб Лазарев Лаури Никулайнен |
| Милан Гулаш — 07:04 (Д. Кубалик) Радко Гудас — 27:09 (Д. Яшкин) Михаэл Фролик — 32:07 (М. Моравчик, Д. Симон) Ян Коварж (бол.) — 33:43 (Я. Ворачек, М. Фролик) Дмитрий Яшкин — 34:17 (Ф. Хытил, М. Ржепик) Доминик Симон — 56:02 (Я. Ворачек, М. Фролик) Дмитрий Яшкин — 57:42 (Д. Музил, М. Ржепик) Михаэл Фролик — 57:58 (Я. Коларж) | 1 : 0 2 : 0 3 : 0 4 : 0 5 : 0 6 : 0 7 : 0 8 : 0 |         |                                     | Судьи: Оливье Гуэн Евгений Ромасько Линейные судьи: Глеб Лазарев Лаури Никулайнен |
| |                                                 |         |                                     | Судьи: Оливье Гуэн Евгений Ромасько Линейные судьи: Глеб Лазарев Лаури Никулайнен |
| |                                                 |         |                                     | Судьи: Оливье Гуэн Евгений Ромасько Линейные судьи: Глеб Лазарев Лаури Никулайнен |
| |                                                 |         |                                     | Судьи: Оливье Гуэн Евгений Ромасько Линейные судьи: Глеб Лазарев Лаури Никулайнен |
| 2 мин | Штраф                                           | 6 мин   |                                     | Судьи: Оливье Гуэн Евгений Ромасько Линейные судьи: Глеб Лазарев Лаури Никулайнен |
| |                                                 |         |                                     |                                                                                   |
| | 48                                              | Броски  | 15                                  |                                                                                   |

| 18 мая 2019 12:15 | Латвия | 1 : 3 (1:0, 0:3, 0:0) | Россия | Ондрей Непела Арена, Братислава Зрителей: 9084 |

| Отчёт                                          | Отчёт                                                       | Отчёт | Отчёт                            | Отчёт                                                                         |
| ---------------------------------------------- | ----------------------------------------------------------- | --- | -------------------------------- | ----------------------------------------------------------------------------- |
|                                                |                                                             | |                                  |                                                                               |
|                                                | Элвис Мерзликин — 00:00-58:14 Элвис Мерзликин — 59:07-60:00 | Вратари | 00:00-60:00 — Андрей Василевский | Судьи: Ян Грибик Максим Сидоренко Линейные судьи: Дмитрий Голяк Брайан оливер |
|                                                | Голы:                                                       | |                                  | Судьи: Ян Грибик Максим Сидоренко Линейные судьи: Дмитрий Голяк Брайан оливер |
| Оскарс Цибульскис (бол.) — 10:28 (М. Индрашис) | 1 : 0 1 : 1 : 2 1 : 3                                       | 20:27 — Дмитрий Орлов (И. Ковальчук, С. Плотников) 23:50 — Никита Гусев (бол.) (Е. Дадонов, Н. Кучеров) 32:40 — Никита Кучеров (А. Анисимов) |                                  | Судьи: Ян Грибик Максим Сидоренко Линейные судьи: Дмитрий Голяк Брайан оливер |
|                                                |                                                             | |                                  | Судьи: Ян Грибик Максим Сидоренко Линейные судьи: Дмитрий Голяк Брайан оливер |
|                                                |                                                             | |                                  | Судьи: Ян Грибик Максим Сидоренко Линейные судьи: Дмитрий Голяк Брайан оливер |
|                                                |                                                             | |                                  | Судьи: Ян Грибик Максим Сидоренко Линейные судьи: Дмитрий Голяк Брайан оливер |
| 12 мин                                         | Штраф                                                       | 18 мин |                                  | Судьи: Ян Грибик Максим Сидоренко Линейные судьи: Дмитрий Голяк Брайан оливер |
|                                                |                                                             | |                                  |                                                                               |
|                                                | 27                                                          | Броски | 33                               |                                                                               |

| 18 мая 2019 16:15 | Италия | 1 : 7 (0:1, 0:0, 1:6) | Норвегия | Ондрей Непела Арена, Братислава Зрителей: 8872 |

| Отчёт                                           | Отчёт                           | Отчёт | Отчёт                      | Отчёт                                                                                  |
| ----------------------------------------------- | ------------------------------- | --- | -------------------------- | -------------------------------------------------------------------------------------- |
|                                                 |                                 | |                            |                                                                                        |
|                                                 | Андреас Бернард — 00:00-60:00   | Вратари | 00:00-60:00 — Хенрик Хольм | Судьи: Евгений Ромасько Джереми Тафтс Линейные судьи: Дастин Маккранк Лаури Никулайнен |
|                                                 | Голы:                           | |                            | Судьи: Евгений Ромасько Джереми Тафтс Линейные судьи: Дастин Маккранк Лаури Никулайнен |
| Анджело Мичели — 42:03 (А. Хельфер, С. Костнер) | 0:1 0:2 1:2 1:3 1:4 1:5 1:6 1:7 | 15:23 — Александр Райхенберг (Э. Лесунн, А. Мартинсен) 41:17 — Матиас Треттенес (М. Олимб, Т. Валькве Ольсен) 43:55 — Микаэль Хага (Т. Валькве Ольсен, А. Бонсаксен) 47:45 — Тобиас Линдстрём (А. Мартинсен) 49:06 — Сондре Ульден (Ю. Холёс, М. Олимб) 51:39 — Мартин Рёймарк 59:08 — Стефан Эспеланд (бол.) К. Булль, М. Хага) |                            | Судьи: Евгений Ромасько Джереми Тафтс Линейные судьи: Дастин Маккранк Лаури Никулайнен |
|                                                 |                                 | |                            | Судьи: Евгений Ромасько Джереми Тафтс Линейные судьи: Дастин Маккранк Лаури Никулайнен |
|                                                 |                                 | |                            | Судьи: Евгений Ромасько Джереми Тафтс Линейные судьи: Дастин Маккранк Лаури Никулайнен |
|                                                 |                                 | |                            | Судьи: Евгений Ромасько Джереми Тафтс Линейные судьи: Дастин Маккранк Лаури Никулайнен |
| 4 мин                                           | Штраф                           | 8 мин |                            | Судьи: Евгений Ромасько Джереми Тафтс Линейные судьи: Дастин Маккранк Лаури Никулайнен |
|                                                 |                                 | |                            |                                                                                        |
|                                                 | 20                              | Броски | 35                         |                                                                                        |

| 18 мая 2019 20:15 | Швеция | 4 : 3 (1:1, 2:1, 1:1) | Швейцария | Ондрей Непела Арена, Братислава Зрителей: 9085 |

| Отчёт | Отчёт                          | Отчёт | Отчёт                    | Отчёт                                                                        |
| --- | ------------------------------ | --- | ------------------------ | ---------------------------------------------------------------------------- |
| |                                | |                          |                                                                              |
| | Хенрик Лундквист — 00:00-60:00 | Вратари | 00:00-57:56 — Рето Берра | Судьи: Оливье Гуэн Мануэль Николич Линейные судьи: Рене Йенсен Иржи Ондрачек |
| | Голы:                          | |                          | Судьи: Оливье Гуэн Мануэль Николич Линейные судьи: Рене Йенсен Иржи Ондрачек |
| Александр Веннберг (бол.) — 18:44 (Й. Клингберг) Вильям Нюландер — 25:20 (П. Хёрнквист, А. Ларссон) Эрик Густафссон — 28:28 (В. Нюландер) Оливер Экман-Ларссон — 51:47 (В. Нюландер, А. Веннберг) | 0:1 :1 2:1 2:2 3:2 3:3 4:3     | 04:09 — Свен Андригетто (Г. Хаас) 27:58 — Йоэль Дженацци (Р. Йоси) 50:27 — Гаэтан Хаас (Т. Шервей, К. Берчи) |                          | Судьи: Оливье Гуэн Мануэль Николич Линейные судьи: Рене Йенсен Иржи Ондрачек |
| |                                | |                          | Судьи: Оливье Гуэн Мануэль Николич Линейные судьи: Рене Йенсен Иржи Ондрачек |
| |                                | |                          | Судьи: Оливье Гуэн Мануэль Николич Линейные судьи: Рене Йенсен Иржи Ондрачек |
| |                                | |                          | Судьи: Оливье Гуэн Мануэль Николич Линейные судьи: Рене Йенсен Иржи Ондрачек |
| 12 мин | Штраф                          | 6 мин |                          | Судьи: Оливье Гуэн Мануэль Николич Линейные судьи: Рене Йенсен Иржи Ондрачек |
| |                                | |                          |                                                                              |
| | 29                             | Броски | 24                       |                                                                              |

| 19 мая 2019 16:15 | Австрия | 0 : 8 (0:2, 0:3, 0:3) | Чехия | Ондрей Непела Арена, Братислава Зрителей: 9072 |

| Отчёт  | Отчёт                                           | Отчёт | Отчёт                        | Отчёт                                                                              |
| ------ | ----------------------------------------------- | --- | ---------------------------- | ---------------------------------------------------------------------------------- |
|        |                                                 | |                              |                                                                                    |
|        | Лукаш Херцог — 00:00-60:00                      | Вратари | 00:00-60:00 — Павел Францоуз | Судьи: Алекси Рантала Максим Сидоренко Линейные судьи: Рене Йенсен Дастин Маккранк |
|        | Голы:                                           | |                              | Судьи: Алекси Рантала Максим Сидоренко Линейные судьи: Рене Йенсен Дастин Маккранк |
|        | 0 : 1 0 : 2 0 : 3 0 : 4 0 : 5 0 : 6 0 : 7 0 : 8 | 6:30 — Радек Факса (Я. Коларж, Р. Гудас) 14:30 — Доминик Кубалик (Р. Гудас) 20:41 — Доминик Симон (Я. Ворачек, Ф. Гронек) 30:14 — Михал Ржепик (бол.) (Р. Факса, Д. Кубалик) 30:55 — Михал Фролик (бол.) (М. Гулаш, Ф. Гронек) 42:26 — Михал Ржепик (Д. Кубалик, Я. Коларж) 44:06 — Ян Коларж (Я. Ворачек, М. Фролик) 45:01 — Якуб Врана (Д. Яшкин, Р. Факса) |                              | Судьи: Алекси Рантала Максим Сидоренко Линейные судьи: Рене Йенсен Дастин Маккранк |
|        |                                                 | |                              | Судьи: Алекси Рантала Максим Сидоренко Линейные судьи: Рене Йенсен Дастин Маккранк |
|        |                                                 | |                              | Судьи: Алекси Рантала Максим Сидоренко Линейные судьи: Рене Йенсен Дастин Маккранк |
|        |                                                 | |                              | Судьи: Алекси Рантала Максим Сидоренко Линейные судьи: Рене Йенсен Дастин Маккранк |
| 10 мин | Штраф                                           | 16 мин |                              | Судьи: Алекси Рантала Максим Сидоренко Линейные судьи: Рене Йенсен Дастин Маккранк |
|        |                                                 | |                              |                                                                                    |
|        | 16                                              | Броски | 39                           |                                                                                    |

| 19 мая 2019 20:15 | Швейцария | 0 : 3 (0:1, 0:1, 0:1) | Россия | Ондрей Непела Арена, Братислава Зрителей: 9056 |

| Отчёт | Отчёт                          | Отчёт | Отчёт                            | Отчёт                                                                              |
| ----- | ------------------------------ | --- | -------------------------------- | ---------------------------------------------------------------------------------- |
|       |                                | |                                  |                                                                                    |
|       | Леонардо Дженони — 00:00-56:23 | Вратари | 00:00-60:00 — Александр Георгиев | Судьи: Тобиас Бьорк Джереми Тафтс Линейные судьи: Андреас Мальмквист Брайан Оливер |
|       | Голы:                          | |                                  | Судьи: Тобиас Бьорк Джереми Тафтс Линейные судьи: Андреас Мальмквист Брайан Оливер |
|       | 0 : 1 0 : 2 0 : 3              | 3:36 — Артём Анисимов (Д. Орлов, Н. Гусев) 26:20 — Никита Кучеров (бол.) (Н. Гусев) 55:20 — Никита Кучеров (А. Анисимов, Н. Зайцев) |                                  | Судьи: Тобиас Бьорк Джереми Тафтс Линейные судьи: Андреас Мальмквист Брайан Оливер |
|       |                                | |                                  | Судьи: Тобиас Бьорк Джереми Тафтс Линейные судьи: Андреас Мальмквист Брайан Оливер |
|       |                                | |                                  | Судьи: Тобиас Бьорк Джереми Тафтс Линейные судьи: Андреас Мальмквист Брайан Оливер |
|       |                                | |                                  | Судьи: Тобиас Бьорк Джереми Тафтс Линейные судьи: Андреас Мальмквист Брайан Оливер |
| 8 мин | Штраф                          | 14 мин |                                  | Судьи: Тобиас Бьорк Джереми Тафтс Линейные судьи: Андреас Мальмквист Брайан Оливер |
|       |                                | |                                  |                                                                                    |
|       | 20                             | Броски | 26                               |                                                                                    |

| 20 мая 2019 16:15 | Швеция | 5 : 4 (1:0, 1:1, 3:3) | Латвия | Ондрей Непела Арена, Братислава Зрителей: 9085 |

| Отчёт | Отчёт                                               | Отчёт | Отчёт                                                                                             | Отчёт                                                                               |
| --- | --------------------------------------------------- | --- | ------------------------------------------------------------------------------------------------- | ----------------------------------------------------------------------------------- |
| |                                                     | |                                                                                                   |                                                                                     |
| | Хенрик Лундквист - 00:00-60:00                      | Вратари | 00:00-58:07 - Кристерс Гудлевскис 58:07-58:32 - Элвис Мерзликин 59:26-60:00 - Кристерс Гудлевскис | Судьи: Алекси Рантала Евгений Ромасько Линейные судьи: Рене Йенсен Лаури Никулайнен |
| | Голы:                                               | |                                                                                                   | Судьи: Алекси Рантала Евгений Ромасько Линейные судьи: Рене Йенсен Лаури Никулайнен |
| Элиас Петтерссон (бол.) — 10:15 (Г. Ландескуг, Э. Линдхольм) Адриан Кемпе — 33:38 (В. Нюландер, Й. Клингберг) Антон Ландер — 49:00 (А. Кемпе) Патрик Хёрнквист — 50:09 (В. Нюландер, М. Экхольм) Деннис Расмуссен (п.в.) - 59:26 | 1 : 0 1 : 1 2 : 1 2 : 2 2 : 3 : 3 4 : 3 4 : 4 5 : 4 | 29:35 — Робертс Букартс (бол.) (Р. Букартс, Р. Фрейбергс) 41:11 — Робертс Букартс (бол.) 43:42 — Янис Якс (Р. Букартс, Л. Дарзиньш) 56:36 — Робертc Букартс (М. Индрашис, К. Сотниекс) |                                                                                                   | Судьи: Алекси Рантала Евгений Ромасько Линейные судьи: Рене Йенсен Лаури Никулайнен |
| |                                                     | |                                                                                                   | Судьи: Алекси Рантала Евгений Ромасько Линейные судьи: Рене Йенсен Лаури Никулайнен |
| |                                                     | |                                                                                                   | Судьи: Алекси Рантала Евгений Ромасько Линейные судьи: Рене Йенсен Лаури Никулайнен |
| |                                                     | |                                                                                                   | Судьи: Алекси Рантала Евгений Ромасько Линейные судьи: Рене Йенсен Лаури Никулайнен |
| 6 мин | Штраф                                               | 6 мин |                                                                                                   | Судьи: Алекси Рантала Евгений Ромасько Линейные судьи: Рене Йенсен Лаури Никулайнен |
| |                                                     | |                                                                                                   |                                                                                     |
| | 35                                                  | Броски | 29                                                                                                |                                                                                     |

| 20 мая 2019 20:15 | Австрия | 3 : 4 (Б) (2:1, 0:2, 1:0, 0:0, 0:1) | Италия | Ондрей Непела Арена, Братислава Зрителей: 9085 |

| Отчёт | Отчёт                                 | Отчёт | Отчёт                         | Отчёт                                                                     |
| --- | ------------------------------------- | --- | ----------------------------- | ------------------------------------------------------------------------- |
| |                                       | |                               |                                                                           |
| | Давид Киккерт - 00:00-65:00           | Вратари | 00:00-65:00 - Андреас Бернард | Судьи: Ян Грибик Джереми Тафтс Линейные судьи: Глеб Лазарев Иржи Ондрачек |
| | Голы:                                 | |                               | Судьи: Ян Грибик Джереми Тафтс Линейные судьи: Глеб Лазарев Иржи Ондрачек |
| Мануэль Ганаль — 11:25 (К. Унтервегер) Михаэль Раффль — 16:08 (Ф. Хофер, К. Унтервегер) Михаэль Раффль — 41:45 (Ф. Хофер) Мануэль Ганаль Константин Комарек Михаэль Раффль Доминик Хайнрих Александр Раухенвальд Константин Комарек Петер Шнайдер | 0 : 1 : 1 2 : 1 2 : 2 2 : 3 : 3 3 : 4 | 09:59 — Энтони Бардаро (А. Тривеллато) 34:35 — Симон Костнер (А. Мичели) 38:57 — Марко Роза (Й. Рамозер) 65:00 — Шон Макмонагл (поб. бул.) Шон Макмонагл Энтони Бардаро Анджело Мичели Армин Хофер Марко Роза Анджело Мичели Шон Макмонагл |                               | Судьи: Ян Грибик Джереми Тафтс Линейные судьи: Глеб Лазарев Иржи Ондрачек |
| |                                       | |                               | Судьи: Ян Грибик Джереми Тафтс Линейные судьи: Глеб Лазарев Иржи Ондрачек |
| |                                       | |                               | Судьи: Ян Грибик Джереми Тафтс Линейные судьи: Глеб Лазарев Иржи Ондрачек |
| |                                       | |                               | Судьи: Ян Грибик Джереми Тафтс Линейные судьи: Глеб Лазарев Иржи Ондрачек |
| 4 мин | Штраф                                 | 6 мин |                               | Судьи: Ян Грибик Джереми Тафтс Линейные судьи: Глеб Лазарев Иржи Ондрачек |
| |                                       | |                               |                                                                           |
| | 41                                    | Броски | 22                            |                                                                           |

| 21 мая 2019 12:15 | Чехия | 5 : 4 (1:1, 3:1, 1:2) | Швейцария | Ондрей Непела Арена, Братислава Зрителей: 9085 |

| Отчёт | Отчёт                                               | Отчёт | Отчёт | Отчёт                                                                            |
| --- | --------------------------------------------------- | --- | --- | -------------------------------------------------------------------------------- |
| |                                                     | | |                                                                                  |
| | Патрик Бартошак - 00:00-60:00                       | Вратари | 00:00-26:20 - Рето Берра 26:20-57:15 - Роберт Майер 57:54-58:07 - Роберт Майер 58:33-58:47 - Роберт Майер | Судьи: Тобиас Бьорк Евгений Ромасько Линейные судьи: Дмитрий Голяк Брайан Оливер |
| | Голы:                                               | | | Судьи: Тобиас Бьорк Евгений Ромасько Линейные судьи: Дмитрий Голяк Брайан Оливер |
| Якуб Ворачек (бол.) — 12:21 (Я. Коварж, М. Фролик) Доминик Симон — 20:38 (Я. Ворачек, Ф. Гронек) Михаэл Фролик — 26:20 (Я. Ворачек, Д. Симон) Доминик Кубалик — 28:27 (Д. Симон) Ян Рутта (п.в.) — 58:33 | 0 : 1 : 1 2 : 1 3 : 1 3 : 2 4 : 2 4 : 3 4 : 4 5 : 4 | 02:13 — Лукас Фрик (Л. Марчини, Т. Шервей) 26:49 — Тристан Шервей (Л. Марчини, Ф. Курашев) 41:47 — Тристан Шервей (Я. Вебер, Л. Марчини) 56:19 — Нино Нидеррайтер (Р. Йоси, Н. Хишир) | | Судьи: Тобиас Бьорк Евгений Ромасько Линейные судьи: Дмитрий Голяк Брайан Оливер |
| |                                                     | | | Судьи: Тобиас Бьорк Евгений Ромасько Линейные судьи: Дмитрий Голяк Брайан Оливер |
| |                                                     | | | Судьи: Тобиас Бьорк Евгений Ромасько Линейные судьи: Дмитрий Голяк Брайан Оливер |
| |                                                     | | | Судьи: Тобиас Бьорк Евгений Ромасько Линейные судьи: Дмитрий Голяк Брайан Оливер |
| 14 мин | Штраф                                               | 14 мин | | Судьи: Тобиас Бьорк Евгений Ромасько Линейные судьи: Дмитрий Голяк Брайан Оливер |
| |                                                     | | |                                                                                  |
| | 26                                                  | Броски | 40 |                                                                                  |

| 21 мая 2019 16:15 | Норвегия | 1 : 4 (1:0, 0:1, 0:3) | Латвия | Ондрей Непела Арена, Братислава Зрителей: 8965 |

| Отчёт                                                    | Отчёт                          | Отчёт | Отчёт                         | Отчёт                                                                                 |
| -------------------------------------------------------- | ------------------------------ | --- | ----------------------------- | ------------------------------------------------------------------------------------- |
|                                                          |                                | |                               |                                                                                       |
|                                                          | Хенрик Хёукеланн — 00:00-60:00 | Вратари | 00:00-60:00 - Элвис Мерзликин | Судьи: Мануэль Николич Алекси Рантала Линейные судьи: Глеб Лазарев Андреас Мальмквист |
|                                                          | Голы:                          | |                               | Судьи: Мануэль Николич Алекси Рантала Линейные судьи: Глеб Лазарев Андреас Мальмквист |
| Тобиас Линдстрём (бол.) — 15:18 (Ю. Холёс, А. Мартинсен) | 1 : 0 1 : 1 1 : 2 1 : 3 1 : 4  | 22:43 — Микс Индрашис (бол.) (Р. Балцерс, Т. Блюгерс) 46:59 — Янис Якс (У. Балинскис, М. Индрашис) 47:55 — Рихардис Маренис (А .Кулда, Р. Балцерс) 54:13 — Роналдс Кениньш (М. Индрашис) |                               | Судьи: Мануэль Николич Алекси Рантала Линейные судьи: Глеб Лазарев Андреас Мальмквист |
|                                                          |                                | |                               | Судьи: Мануэль Николич Алекси Рантала Линейные судьи: Глеб Лазарев Андреас Мальмквист |
|                                                          |                                | |                               | Судьи: Мануэль Николич Алекси Рантала Линейные судьи: Глеб Лазарев Андреас Мальмквист |
|                                                          |                                | |                               | Судьи: Мануэль Николич Алекси Рантала Линейные судьи: Глеб Лазарев Андреас Мальмквист |
| 4 мин                                                    | Штраф                          | 6 мин |                               | Судьи: Мануэль Николич Алекси Рантала Линейные судьи: Глеб Лазарев Андреас Мальмквист |
|                                                          |                                | |                               |                                                                                       |
|                                                          | 20                             | Броски | 38                            |                                                                                       |

| 21 мая 2019 20:15 | Швеция | 4 : 7 (1:0, 0:6, 3:1) | Россия | Ондрей Непела Арена, Братислава Зрителей: 9085 |

| Отчёт | Отчёт                                                           | Отчёт | Отчёт                            | Отчёт                                                                      |
| --- | --------------------------------------------------------------- | --- | -------------------------------- | -------------------------------------------------------------------------- |
| |                                                                 | |                                  |                                                                            |
| | Якоб Маркстрём — 00:00-60:00                                    | Вратари | 00:00-60:00 — Андрей Василевский | Судьи: Оливье Гуэн Ян Грибик Линейные судьи: Дастин Маккранк Иржи Ондрачек |
| | Голы:                                                           | |                                  | Судьи: Оливье Гуэн Ян Грибик Линейные судьи: Дастин Маккранк Иржи Ондрачек |
| Габриэль Ландескуг — 7:32 (М. Петтерссон, Э. Петтерссон) Вильям Нюландер — 52:02 (А. Веннберг) Оливер Экман-Ларссон — 56:22 (Э. Петтерссон) Йон Клингберг (бол.) — 58:49 (О. Экман-Ларссон, В. Нюландер) | 1 : 0 1 : 1 : 2 1 : 3 1 : 4 1 : 5 1 : 6 2 : 6 2 : 7 3 : 7 4 : 7 | 20:57 — Артём Анисимов (Н. Гусев, Н. Кучеров) 24:10 — Евгений Дадонов (М. Сергачёв, Е. Кузнецов) 28:52 — Александр Овечкин (Е. Малкин, Д. Хафизуллин) 34:39 — Кирилл Капризов (Е. Кузнецов) 37:17 — Михаил Григоренко 37:47 — Евгений Малкин (Н. Задоров, Е. Дадонов) 52:57 — Дмитрий Орлов (А. Барабанов, И. Телегин) |                                  | Судьи: Оливье Гуэн Ян Грибик Линейные судьи: Дастин Маккранк Иржи Ондрачек |
| |                                                                 | |                                  | Судьи: Оливье Гуэн Ян Грибик Линейные судьи: Дастин Маккранк Иржи Ондрачек |
| |                                                                 | |                                  | Судьи: Оливье Гуэн Ян Грибик Линейные судьи: Дастин Маккранк Иржи Ондрачек |
| |                                                                 | |                                  | Судьи: Оливье Гуэн Ян Грибик Линейные судьи: Дастин Маккранк Иржи Ондрачек |
| 12 мин | Штраф                                                           | 6 мин |                                  | Судьи: Оливье Гуэн Ян Грибик Линейные судьи: Дастин Маккранк Иржи Ондрачек |
| |                                                                 | |                                  |                                                                            |
| | 37                                                              | Броски | 34                               |                                                                            |

## Плей-офф
|  | Четвертьфиналы | Четвертьфиналы | Четвертьфиналы | Четвертьфиналы | Четвертьфиналы | Четвертьфиналы | Четвертьфиналы | Четвертьфиналы | Четвертьфиналы | Четвертьфиналы |           |        | Полуфиналы (перепосев) | Полуфиналы (перепосев) | Полуфиналы (перепосев) | Полуфиналы (перепосев) | Полуфиналы (перепосев) | Полуфиналы (перепосев) | Полуфиналы (перепосев) | Полуфиналы (перепосев) | Полуфиналы (перепосев) | Полуфиналы (перепосев) |                   |                   | Финал             | Финал     | Финал     | Финал     | Финал     | Финал     | Финал     | Финал  | Финал  | Финал |
|  |                |                |                |                |                |                |                |                |                |                |           |        |                        |                        |                        |                        |                        |                        |                        |                        |                        |                        |                   |                   |                   |           |           |           |           |           |           |        |        |       |
|  | В1             | Россия         | Россия         | Россия         | Россия         | Россия         | Россия         | Россия         | Россия         | 4              |           |        |                        |                        |                        |                        |                        |                        |                        |                        |                        |                        |                   |                   |                   |           |           |           |           |           |           |        |        |       |
|  | В1             | Россия         | Россия         | Россия         | Россия         | Россия         | Россия         | Россия         | Россия         | 4              |           |        |                        |                        |                        |                        |                        |                        |                        |                        |                        |                        |                   |                   |                   |           |           |           |           |           |           |        |        |       |
|  | А4             | США            | США            | США            | США            | США            | США            | США            | США            | 3              |           |        |                        |                        |                        |                        |                        |                        |                        |                        |                        |                        |                   |                   |                   |           |           |           |           |           |           |        |        |       |
|  | А4             | США            | США            | США            | США            | США            | США            | США            | США            | 3              | В1        | Россия | Россия                 | Россия                 | Россия                 | Россия                 | Россия                 | Россия                 | Россия                 | 0                      |                        |                        |                   |                   |                   |           |           |           |           |           |           |        |        |       |
|  |                |                |                |                |                |                |                |                |                |                | В1        | Россия | Россия                 | Россия                 | Россия                 | Россия                 | Россия                 | Россия                 | Россия                 | 0                      |                        |                        |                   |                   |                   |           |           |           |           |           |           |        |        |       |
|  |                |                | А2             | Финляндия      | Финляндия      | Финляндия      | Финляндия      | Финляндия      | Финляндия      | Финляндия      | Финляндия | 1      |                        |                        |                        |                        |                        |                        |                        |                        |                        |                        |                   |                   |                   |           |           |           |           |           |           |        |        |       |
|  | А2             | Финляндия      | Финляндия      | Финляндия      | Финляндия      | Финляндия      | Финляндия      | Финляндия      | Финляндия      | Финляндия      | Финляндия | 1      | 5                      |                        |                        |                        |                        |                        |                        |                        |                        |                        |                   |                   |                   |           |           |           |           |           |           |        |        |       |
|  | А2             | Финляндия      | Финляндия      | Финляндия      | Финляндия      | Финляндия      | Финляндия      | Финляндия      | Финляндия      |                |           |        | 5                      |                        |                        |                        |                        |                        |                        |                        |                        |                        |                   |                   |                   |           |           |           |           |           |           |        |        |       |
|  | В3             | Швеция         | Швеция         | Швеция         | Швеция         | Швеция         | Швеция         | Швеция         | Швеция         | 4              |           |        |                        |                        |                        |                        |                        |                        |                        |                        |                        |                        |                   |                   |                   |           |           |           |           |           |           |        |        |       |
|  | В3             | Швеция         | Швеция         | Швеция         | Швеция         | Швеция         | Швеция         | Швеция         | Швеция         | 4              |           |        |                        |                        |                        |                        |                        |                        |                        |                        |                        |                        | A2                | Финляндия         | Финляндия         | Финляндия | Финляндия | Финляндия | Финляндия | Финляндия | Финляндия | 3      |        |       |
|  |                |                |                |                |                |                |                |                |                |                |           |        |                        |                        |                        |                        |                        |                        |                        |                        |                        |                        | A2                | Финляндия         | Финляндия         | Финляндия | Финляндия | Финляндия | Финляндия | Финляндия | Финляндия | 3      |        |       |
|  |                |                | A1             | Канада         | Канада         | Канада         | Канада         | Канада         | Канада         | Канада         | Канада    | 1      |                        |                        |                        |                        |                        |                        |                        |                        |                        |                        |                   |                   |                   |           |           |           |           |           |           |        |        |       |
|  | А1             | Канада         | Канада         | Канада         | Канада         | Канада         | Канада         | Канада         | Канада         | Канада         | Канада    | 1      | 3                      |                        |                        |                        |                        |                        |                        |                        |                        |                        |                   |                   |                   |           |           |           |           |           |           |        |        |       |
|  | А1             | Канада         | Канада         | Канада         | Канада         | Канада         | Канада         | Канада         | Канада         |                |           |        | 3                      |                        |                        |                        |                        |                        |                        |                        |                        |                        |                   |                   |                   |           |           |           |           |           |           |        |        |       |
|  | В4             | Швейцария      | Швейцария      | Швейцария      | Швейцария      | Швейцария      | Швейцария      | Швейцария      | Швейцария      | 2              |           |        |                        |                        |                        |                        |                        |                        |                        |                        |                        |                        |                   |                   |                   |           |           |           |           |           |           |        |        |       |
|  | В4             | Швейцария      | Швейцария      | Швейцария      | Швейцария      | Швейцария      | Швейцария      | Швейцария      | Швейцария      | 2              | А1        | Канада | Канада                 | Канада                 | Канада                 | Канада                 | Канада                 | Канада                 | Канада                 | 5                      |                        |                        |                   |                   |                   |           |           |           |           |           |           |        |        |       |
|  |                |                |                |                |                |                |                |                |                |                | А1        | Канада | Канада                 | Канада                 | Канада                 | Канада                 | Канада                 | Канада                 | Канада                 | 5                      |                        |                        |                   |                   |                   |           |           |           |           |           |           |        |        |       |
|  |                |                | В2             | Чехия          | Чехия          | Чехия          | Чехия          | Чехия          | Чехия          | Чехия          | Чехия     | 1      |                        |                        |                        |                        |                        |                        |                        |                        |                        |                        |                   |                   |                   |           |           |           |           |           |           |        |        |       |
|  | В2             | Чехия          | Чехия          | Чехия          | Чехия          | Чехия          | Чехия          | Чехия          | Чехия          | Чехия          | Чехия     | 1      | 5                      |                        |                        | Матч за 3-е место      | Матч за 3-е место      | Матч за 3-е место      | Матч за 3-е место      | Матч за 3-е место      | Матч за 3-е место      | Матч за 3-е место      | Матч за 3-е место | Матч за 3-е место | Матч за 3-е место |           |           |           |           |           |           |        |        |       |
|  | В2             | Чехия          | Чехия          | Чехия          | Чехия          | Чехия          | Чехия          | Чехия          | Чехия          |                |           |        | 5                      |                        |                        | Матч за 3-е место      | Матч за 3-е место      | Матч за 3-е место      | Матч за 3-е место      | Матч за 3-е место      | Матч за 3-е место      | Матч за 3-е место      | Матч за 3-е место | Матч за 3-е место | Матч за 3-е место |           |           |           |           |           |           |        |        |       |
|  | А3             | Германия       | Германия       | Германия       | Германия       | Германия       | Германия       | Германия       | Германия       | 1              |           |        |                        |                        |                        |                        |                        |                        |                        |                        |                        |                        |                   |                   |                   |           |           |           |           |           |           |        |        |       |
|  | А3             | Германия       | Германия       | Германия       | Германия       | Германия       | Германия       | Германия       | Германия       | 1              |           |        |                        |                        |                        |                        |                        |                        |                        |                        |                        |                        |                   |                   |                   |           |           |           |           |           |           |        |        |       |
|  |                |                |                |                |                |                |                |                |                |                |           |        |                        |                        |                        |                        |                        |                        |                        |                        |                        |                        |                   |                   | LSF1              | Россия    | Россия    | Россия    | Россия    | Россия    | Россия    | Россия | Россия | 3     |
|  |                |                |                |                |                |                |                |                |                |                |           |        |                        |                        |                        |                        |                        |                        |                        |                        |                        |                        |                   |                   | LSF1              | Россия    | Россия    | Россия    | Россия    | Россия    | Россия    | Россия | Россия | 3     |
|  |                |                |                |                |                |                |                |                |                |                |           |        |                        |                        |                        |                        |                        |                        |                        |                        |                        |                        |                   |                   | LSF2              | Чехия     | Чехия     | Чехия     | Чехия     | Чехия     | Чехия     | Чехия  | Чехия  | 2     |
|  |                |                |                |                |                |                |                |                |                |                |           |        |                        |                        |                        |                        |                        |                        |                        |                        |                        |                        |                   |                   | LSF2              | Чехия     | Чехия     | Чехия     | Чехия     | Чехия     | Чехия     | Чехия  | Чехия  | 2     |

### Четвертьфинал
Время местное (UTC+2).
| 2019-05-23 16:15 | Канада | 3 : 2 (ОТ) (0:1, 1:1, 1:0, 1:0) | Швейцария | Стил Арена Зрителей: 6157 |

| Отчёт | Отчёт                                               | Отчёт | Отчёт                          | Отчёт                                                                              |
| --- | --------------------------------------------------- | --- | ------------------------------ | ---------------------------------------------------------------------------------- |
| |                                                     | |                                |                                                                                    |
| | Мэтт Мюррей — 00:00-57:52 Мэтт Мюррей — 59:59-65:07 | Вратари                                                                                                   | 00:00-65:07 — Леонардо Дженони | Судьи: Мартин Франё Алекси Рантала Линейные судьи: Мирослав Лготски Ханну Сормунен |
| | Голы:                                               | |                                | Судьи: Мартин Франё Алекси Рантала Линейные судьи: Мирослав Лготски Ханну Сормунен |
| Марк Стоун — 25:45 (Д. Фаббро, П.-Л. Дюбуа) Деймон Северсон — 59:59 (М. Стоун) Марк Стоун — 65:07 (П.-Л. Дюбуа, Ш. Теодор) | 0 : 1 : 1 1 : 2 : 2 3 : 2                           | 18:06 — Свен Андригетто (бол.) (Р. Диас, К. Фиала) 39:57 — Нико Хишир (бол.) (Л. Марчини, Н. Нидеррайтер) |                                | Судьи: Мартин Франё Алекси Рантала Линейные судьи: Мирослав Лготски Ханну Сормунен |
| |                                                     | |                                | Судьи: Мартин Франё Алекси Рантала Линейные судьи: Мирослав Лготски Ханну Сормунен |
| |                                                     | |                                | Судьи: Мартин Франё Алекси Рантала Линейные судьи: Мирослав Лготски Ханну Сормунен |
| |                                                     | |                                | Судьи: Мартин Франё Алекси Рантала Линейные судьи: Мирослав Лготски Ханну Сормунен |
| 6 мин | Штраф                                               | 2 мин |                                | Судьи: Мартин Франё Алекси Рантала Линейные судьи: Мирослав Лготски Ханну Сормунен |
| |                                                     | |                                |                                                                                    |
| | 42                                                  | Броски | 24                             |                                                                                    |

| 2019-05-23 16:15 | Россия | 4 : 3 (2:0, 0:1, 2:2) | США | Ондрей Непела Арена Зрителей: 9085 |

| Отчёт | Отчёт                                     | Отчёт | Отчёт                                                                            | Отчёт                                                                            |
| --- | ----------------------------------------- | --- | -------------------------------------------------------------------------------- | -------------------------------------------------------------------------------- |
| |                                           | |                                                                                  |                                                                                  |
| | Андрей Василевский — 00:00-60:00          | Вратари | 00:00-56:45 — Кори Шнайдер 57:10-58:23 — Кори Шнайдер 59:37-59:47 — Кори Шнайдер | Судьи: Тобиас Бьорк Оливье Гуэн Линейные судьи: Андреас Мальмквист Иржи Ондрачек |
| | Голы:                                     | |                                                                                  | Судьи: Тобиас Бьорк Оливье Гуэн Линейные судьи: Андреас Мальмквист Иржи Ондрачек |
| Никита Гусев — 1:07 (М. Сергачёв, Н. Кучеров) Михаил Сергачёв (бол.) — 15:47 (Н. Гусев) Кирилл Капризов — 41:31 (Н. Гусев, М. Сергачёв) Михаил Григоренко — 47:02 (Е. Малкин, Е. Дадонов) | 1 : 0 2 : 0 2 : 1 3 : 1 3 : 2 4 : 2 4 : 3 | 22:22 — Брэди Шей (П. Кейн, Дж. Годро) 45:53 — Ноа Ханифин (Дж. Хьюз) 57:10 — Алекс Дебринкэт (П. Кейн, Дж. Хьюз) |                                                                                  | Судьи: Тобиас Бьорк Оливье Гуэн Линейные судьи: Андреас Мальмквист Иржи Ондрачек |
| |                                           | |                                                                                  | Судьи: Тобиас Бьорк Оливье Гуэн Линейные судьи: Андреас Мальмквист Иржи Ондрачек |
| |                                           | |                                                                                  | Судьи: Тобиас Бьорк Оливье Гуэн Линейные судьи: Андреас Мальмквист Иржи Ондрачек |
| |                                           | |                                                                                  | Судьи: Тобиас Бьорк Оливье Гуэн Линейные судьи: Андреас Мальмквист Иржи Ондрачек |
| 2 мин | Штраф                                     | 2 мин |                                                                                  | Судьи: Тобиас Бьорк Оливье Гуэн Линейные судьи: Андреас Мальмквист Иржи Ондрачек |
| |                                           | |                                                                                  |                                                                                  |
| | 43                                        | Броски | 32                                                                               |                                                                                  |

| 2019-05-23 21:15 | Финляндия | 5 : 4 (ОТ) (1:2, 2:2, 1:0, 1:0) | Швеция | Стил Арена Зрителей: 6304 |

| Отчёт | Отчёт                                                     | Отчёт | Отчёт                          | Отчёт                                                                        |
| --- | --------------------------------------------------------- | --- | ------------------------------ | ---------------------------------------------------------------------------- |
| |                                                           | |                                |                                                                              |
| | Кевин Ланкинен — 00:00-57:55 Кевин Ланкинен — 58:31-61:37 | Вратари | 00:00-61:37 — Хенрик Лундквист | Судьи: Роман Гофман Бретт Айверсон Линейные судьи: Билл Хэнкок Дмитрий Шишло |
| | Голы:                                                     | |                                | Судьи: Роман Гофман Бретт Айверсон Линейные судьи: Билл Хэнкок Дмитрий Шишло |
| Нико Миккола — 1:00 (Х. Песонен, С. Маннинен) Петтери Линдбом — 25:04 (С. Маннинен, Х. Песонен) Яни Хаканпяя — 29:08 (С. Маннинен) Марко Анттила — 58:31 (Н. Оямяки, М. Лехтонен) Сакари Маннинен — 61:37 | 1 : 0 1 : 1 : 2 1 : 3 2 : 3 3 : 3 3 : 4 : 4 5 : 4         | 2:38 — Йон Клингберг (бол.) (У. Нюландер, А. Веннберг) 16:57 — Патрик Хёрнквист (О. Экман-Ларссон, А. Ларссон) 20:25 — Элиас Петтерссон (Г. Ландеског, О. Экман-Ларссон) 39:35 — Эрик Густафссон (Г. Ландеског, А. Веннберг) |                                | Судьи: Роман Гофман Бретт Айверсон Линейные судьи: Билл Хэнкок Дмитрий Шишло |
| |                                                           | |                                | Судьи: Роман Гофман Бретт Айверсон Линейные судьи: Билл Хэнкок Дмитрий Шишло |
| |                                                           | |                                | Судьи: Роман Гофман Бретт Айверсон Линейные судьи: Билл Хэнкок Дмитрий Шишло |
| |                                                           | |                                | Судьи: Роман Гофман Бретт Айверсон Линейные судьи: Билл Хэнкок Дмитрий Шишло |
| 4 мин | Штраф                                                     | 0 мин |                                | Судьи: Роман Гофман Бретт Айверсон Линейные судьи: Билл Хэнкок Дмитрий Шишло |
| |                                                           | |                                |                                                                              |
| | 31                                                        | Броски | 17                             |                                                                              |

| 2019-05-23 21:15 | Чехия | 5 : 1 (0:0, 1:1, 4:0) | Германия | Ондрей Непела Арена Зрителей: 9085 |

| Отчёт | Отчёт                               | Отчёт                             | Отчёт                         | Отчёт                                                                           |
| --- | ----------------------------------- | --------------------------------- | ----------------------------- | ------------------------------------------------------------------------------- |
| |                                     |                                   |                               |                                                                                 |
| | Патрик Бартошак — 00:00-60:00       | Вратари                           | 00:00-60:00 — Филипп Грубауэр | Судьи: Линус Олунд Джереми Тафтс Линейные судьи: Дмитрий Голяк Лаури Никулайнен |
| | Голы:                               |                                   |                               | Судьи: Линус Олунд Джереми Тафтс Линейные судьи: Дмитрий Голяк Лаури Никулайнен |
| Ян Коварж — 33:41 Якуб Ворачек — 44:19 (Д. Симон) Доминик Кубалик — 51:41 (Я. Коварж, Ф. Гронек) Ондржей Палат — 53:08 (Я. Коларж) Ян Коварж — 59:50 (М. Моравчик) | 1 : 0 1 : 1 2 : 1 3 : 1 4 : 1 5 : 1 | 37:46 — Франк Мауэр (Ф. Тиффельс) |                               | Судьи: Линус Олунд Джереми Тафтс Линейные судьи: Дмитрий Голяк Лаури Никулайнен |
| |                                     |                                   |                               | Судьи: Линус Олунд Джереми Тафтс Линейные судьи: Дмитрий Голяк Лаури Никулайнен |
| |                                     |                                   |                               | Судьи: Линус Олунд Джереми Тафтс Линейные судьи: Дмитрий Голяк Лаури Никулайнен |
| |                                     |                                   |                               | Судьи: Линус Олунд Джереми Тафтс Линейные судьи: Дмитрий Голяк Лаури Никулайнен |
| 6 мин | Штраф                               | 6 мин                             |                               | Судьи: Линус Олунд Джереми Тафтс Линейные судьи: Дмитрий Голяк Лаури Никулайнен |
| |                                     |                                   |                               |                                                                                 |
| | 34                                  | Броски                            | 22                            |                                                                                 |

### Полуфинал
Время местное (UTC+2).
| 2019-05-25 15:15 | Россия | 0 : 1 (0:0, 0:0, 0:1) | Финляндия | Ондрей Непела Арена Зрителей: 9085 |

| Отчёт | Отчёт                            | Отчёт                                              | Отчёт                        | Отчёт                                                                         |
| ----- | -------------------------------- | -------------------------------------------------- | ---------------------------- | ----------------------------------------------------------------------------- |
|       |                                  |                                                    |                              |                                                                               |
|       | Андрей Василевский — 00:00-58:02 | Вратари                                            | 00:00-60:00 — Кевин Ланкинен | Судьи: Тобиас Бьорк Мартин Франё Линейные судьи: Брайан Оливер Натан Ваностен |
|       | Голы:                            |                                                    |                              | Судьи: Тобиас Бьорк Мартин Франё Линейные судьи: Брайан Оливер Натан Ваностен |
|       | 0 : 1                            | 50:18 — Марко Анттила (Х. Йокихарью, Й. Кивиранта) |                              | Судьи: Тобиас Бьорк Мартин Франё Линейные судьи: Брайан Оливер Натан Ваностен |
|       |                                  |                                                    |                              | Судьи: Тобиас Бьорк Мартин Франё Линейные судьи: Брайан Оливер Натан Ваностен |
|       |                                  |                                                    |                              | Судьи: Тобиас Бьорк Мартин Франё Линейные судьи: Брайан Оливер Натан Ваностен |
|       |                                  |                                                    |                              | Судьи: Тобиас Бьорк Мартин Франё Линейные судьи: Брайан Оливер Натан Ваностен |
| 6 мин | Штраф                            | 4 мин                                              |                              | Судьи: Тобиас Бьорк Мартин Франё Линейные судьи: Брайан Оливер Натан Ваностен |
|       |                                  |                                                    |                              |                                                                               |
|       | 32                               | Броски                                             | 29                           |                                                                               |

| 2019-05-25 19:15 | Канада | 5 : 1 (1:0, 2:0, 2:1) | Чехия | Ондрей Непела Арена Зрителей: 9085 |

| Отчёт | Отчёт                               | Отчёт                             | Отчёт                                                      | Отчёт                                                                            |
| --- | ----------------------------------- | --------------------------------- | ---------------------------------------------------------- | -------------------------------------------------------------------------------- |
| |                                     |                                   |                                                            |                                                                                  |
| | Мэтт Мюррей — 00:00-60:00           | Вратари                           | 00:00-25:06 — Патрик Бартошак 25:06-60:00 — Павел Францоуз | Судьи: Микко Каукокари Джереми Тафтс Линейные судьи: Глеб Лазарев Ханну Сормунен |
| | Голы:                               |                                   |                                                            | Судьи: Микко Каукокари Джереми Тафтс Линейные судьи: Глеб Лазарев Ханну Сормунен |
| Марк Стоун — 5:18 (Т. Стечер) Дарнелл Нерс — 20:10 (Ш. Кутюрье) Пьер-Люк Дюбуа — 25:06 (Ж. Маршессо, М. Стоун) Кайл Террис — 46:26 (Э. Манта) Тома Шабо — 53:00 (А. Хенрик, Д. Строум) | 1 : 0 2 : 0 3 : 0 4 : 0 5 : 0 5 : 1 | 53:59 — Томаш Зогорна (Я. Коларж) |                                                            | Судьи: Микко Каукокари Джереми Тафтс Линейные судьи: Глеб Лазарев Ханну Сормунен |
| |                                     |                                   |                                                            | Судьи: Микко Каукокари Джереми Тафтс Линейные судьи: Глеб Лазарев Ханну Сормунен |
| |                                     |                                   |                                                            | Судьи: Микко Каукокари Джереми Тафтс Линейные судьи: Глеб Лазарев Ханну Сормунен |
| |                                     |                                   |                                                            | Судьи: Микко Каукокари Джереми Тафтс Линейные судьи: Глеб Лазарев Ханну Сормунен |
| 12 мин | Штраф                               | 6 мин                             |                                                            | Судьи: Микко Каукокари Джереми Тафтс Линейные судьи: Глеб Лазарев Ханну Сормунен |
| |                                     |                                   |                                                            |                                                                                  |
| | 30                                  | Броски                            | 41                                                         |                                                                                  |

### Матч за 3-е место
Время местное (UTC+2).
| 2019-05-26 15:45 | Россия | 3 : 2 (Б) (1:2, 1:0, 0:0, 0:0, 1:0) | Чехия | Ондрей Непела Арена Зрителей: 9085 |

| Отчёт | Отчёт                            | Отчёт | Отчёт                      | Отчёт                                                                               |
| --- | -------------------------------- | --- | -------------------------- | ----------------------------------------------------------------------------------- |
| |                                  | |                            |                                                                                     |
| | Андрей Василевский — 00:00-70:00 | Вратари | 00:00-70:00 — Шимон Грубец | Судьи: Оливье Гуэн Микко Каукокари Линейные судьи: Андреас Мальмквист Брайан Оливер |
| | Голы:                            | |                            | Судьи: Оливье Гуэн Микко Каукокари Линейные судьи: Андреас Мальмквист Брайан Оливер |
| Михаил Григоренко — 13:00 (М. Сергачёв) Артём Анисимов — 20:39 (Н. Гусев) Илья Ковальчук (поб. бул.) — 70:00 Илья Ковальчук Никита Кучеров Никита Гусев | 1 : 0 1 : 1 : 2 : 2 3 : 2        | 13:41 — Михал Ржепик (Д. Скленичка, Я. Рутта) 18:34 — Доминик Кубалик (Я. Коварж, М. Гулаш) Якуб Врана Доминик Кубалик Ян Коварж Филип Гронек |                            | Судьи: Оливье Гуэн Микко Каукокари Линейные судьи: Андреас Мальмквист Брайан Оливер |
| |                                  | |                            | Судьи: Оливье Гуэн Микко Каукокари Линейные судьи: Андреас Мальмквист Брайан Оливер |
| |                                  | |                            | Судьи: Оливье Гуэн Микко Каукокари Линейные судьи: Андреас Мальмквист Брайан Оливер |
| |                                  | |                            | Судьи: Оливье Гуэн Микко Каукокари Линейные судьи: Андреас Мальмквист Брайан Оливер |
| 2 мин | Штраф                            | 4 мин |                            | Судьи: Оливье Гуэн Микко Каукокари Линейные судьи: Андреас Мальмквист Брайан Оливер |
| |                                  | |                            |                                                                                     |
| | 31                               | Броски | 50                         |                                                                                     |

### Финал
Время местное (UTC+2).
| 2019-05-26 20:15 | Финляндия | 3 : 1 (0:1, 1:0, 2:0) | Канада | Ондрей Непела Арена Зрителей: 9085 |

| Отчёт | Отчёт                        | Отчёт                                     | Отчёт                                               | Отчёт                                                                           |
| --- | ---------------------------- | ----------------------------------------- | --------------------------------------------------- | ------------------------------------------------------------------------------- |
| |                              |                                           |                                                     |                                                                                 |
| | Кевин Ланкинен — 00:00-60:00 | Вратари                                   | 00:00-56:08 — Мэтт Мюррей 57:39-57:49 — Мэтт Мюррей | Судьи: Тобиас Бьорк Джереми Тафтс Линейные судьи: Глеб Лазарев Мирослав Лготски |
| | Голы:                        |                                           |                                                     | Судьи: Тобиас Бьорк Джереми Тафтс Линейные судьи: Глеб Лазарев Мирослав Лготски |
| Марко Анттила (бол.) — 22:35 (С. Маннинен, Н. Оямяки) Марко Анттила — 42:35 (В.-М. Савинайнен) Харри Песонен — 55:54 (Ю. Тюрвяйнен) | 0 : 1 : 1 2 : 1 3 : 1        | 10:02 — Ши Теодор (Э. Манта, Дж. Макканн) |                                                     | Судьи: Тобиас Бьорк Джереми Тафтс Линейные судьи: Глеб Лазарев Мирослав Лготски |
| |                              |                                           |                                                     | Судьи: Тобиас Бьорк Джереми Тафтс Линейные судьи: Глеб Лазарев Мирослав Лготски |
| |                              |                                           |                                                     | Судьи: Тобиас Бьорк Джереми Тафтс Линейные судьи: Глеб Лазарев Мирослав Лготски |
| |                              |                                           |                                                     | Судьи: Тобиас Бьорк Джереми Тафтс Линейные судьи: Глеб Лазарев Мирослав Лготски |
| 8 мин | Штраф                        | 6 мин                                     |                                                     | Судьи: Тобиас Бьорк Джереми Тафтс Линейные судьи: Глеб Лазарев Мирослав Лготски |
| |                              |                                           |                                                     |                                                                                 |
| | 22                           | Броски                                    | 44                                                  |                                                                                 |

## Итоговое положение команд
|  | Команда — чемпион мира        |
|  | Команда — серебряный призёр   |
|  | Команда — бронзовый призёр    |
|  | Переходящие в Первый дивизион |

| М   | Г | Сборная        | И  | В | ВО | ПО | П | ШЗ | ШП | РШ  | О  |
| --- | - | -------------- | -- | - | -- | -- | - | -- | -- | --- | -- |
| 1   | A | Финляндия      | 10 | 7 | 1  | 1  | 1 | 31 | 16 | +15 | 24 |
| 2   | A | Канада         | 10 | 7 | 1  | 0  | 2 | 45 | 17 | +28 | 23 |
| 3   | B | Россия         | 10 | 8 | 1  | 0  | 1 | 43 | 13 | +30 | 26 |
| 4.  | B | Чехия          | 10 | 7 | 0  | 1  | 2 | 47 | 23 | +24 | 22 |
|     |   |                |    |   |    |    |   |    |    |     |    |
| 5.  | B | Швеция         | 8  | 5 | 0  | 1  | 2 | 45 | 26 | +19 | 16 |
| 6.  | A | Германия       | 8  | 5 | 0  | 0  | 3 | 19 | 23 | -4  | 15 |
| 7.  | A | США            | 8  | 4 | 1  | 0  | 3 | 30 | 19 | +11 | 14 |
| 8.  | B | Швейцария      | 8  | 4 | 0  | 1  | 3 | 29 | 17 | +12 | 13 |
|     |   |                |    |   |    |    |   |    |    |     |    |
| 9.  | A | Словакия       | 7  | 3 | 1  | 0  | 3 | 28 | 19 | +9  | 11 |
| 10. | B | Латвия         | 7  | 3 | 0  | 0  | 4 | 21 | 20 | +1  | 9  |
| 11. | A | Дания          | 7  | 1 | 1  | 1  | 4 | 18 | 23 | -5  | 6  |
| 12. | B | Норвегия       | 7  | 2 | 0  | 0  | 5 | 19 | 33 | -14 | 6  |
| 13. | А | Великобритания | 7  | 0 | 1  | 0  | 6 | 9  | 41 | -32 | 2  |
| 14. | В | Италия         | 7  | 0 | 1  | 0  | 6 | 5  | 48 | -43 | 2  |
|     |   |                |    |   |    |    |   |    |    |     |    |
| 15. | A | Франция        | 7  | 0 | 0  | 2  | 5 | 14 | 34 | -20 | 2  |
| 16. | B | Австрия        | 7  | 0 | 0  | 1  | 6 | 9  | 40 | -31 | 1  |

## Чемпион
| Чемпион мира по хоккею с шайбой 2019 |
| Финляндия Третий титул               |

Источник: IIHF.com

## Статистика чемпионата

### Лучшие бомбардиры
| Игрок           | И  | Г | П  | О  | +/− | Штр |
| --------------- | -- | - | -- | -- | --- | --- |
| Вильям Нюландер | 8  | 5 | 13 | 18 | +16 | 0   |
| Никита Кучеров  | 10 | 6 | 10 | 16 | +11 | 4   |
| Никита Гусев    | 10 | 4 | 12 | 16 | +12 | 0   |
| Якуб Ворачек    | 10 | 4 | 12 | 16 | +10 | 2   |
| Марк Стоун      | 10 | 8 | 6  | 14 | +11 | 0   |
| Энтони Манта    | 9  | 7 | 7  | 14 | +10 | 16  |
| Михаэл Фролик   | 10 | 7 | 7  | 14 | +8  | 2   |
| Доминик Кубалик | 10 | 6 | 6  | 12 | +10 | 0   |
| Доминик Симон   | 10 | 4 | 8  | 12 | +10 | 2   |
| Патрик Кейн     | 8  | 2 | 10 | 12 | 0   | 4   |

Примечание: И = Количество проведённых игр; Г = Голы; П = Голевые передачи; О = Очки; +/− = Плюс-минус; Штр = Штрафное время

### Лучшие вратари
В список включены пять лучших вратарей, сыгравшие не менее 40 % от всего игрового времени своей сборной.
| М | Игрок              | В      | Бр  | ПШ | КН   | %ОБ   | «0» |
| - | ------------------ | ------ | --- | -- | ---- | ----- | --- |
| 1 | Андрей Василевский | 488:02 | 240 | 13 | 1.60 | 94.58 | 2   |
| 2 | Кевин Ланкинен     | 480:41 | 207 | 12 | 1.50 | 94.20 | 2   |
| 3 | Матиас Нидербергер | 237:14 | 120 | 7  | 1.77 | 94.17 | 0   |
| 4 | Леонардо Дженони   | 241:30 | 129 | 8  | 1.99 | 93.80 | 0   |
| 5 | Себастьян Дам      | 307:18 | 138 | 10 | 1.95 | 92.75 | 1   |

Примечание: М — Место в рейтинге; В = Количество сыгранных минут; Бр = Броски; ПШ = Пропущено шайб; КН = Коэффициент надёжности; %ОБ = Процент отражённых бросков; И"0" = «Сухие игры»

### Индивидуальные награды
Самый ценный игрок (MVP):  Марк Стоун
Лучшие игроки:
| Вратарь    | Андрей Василевский |
| Защитник   | Филип Гронек       |
| Нападающий | Никита Кучеров     |

Символическая сборная:
| Вратарь    | Андрей Василевский |
| Защитник   | Филип Гронек       |
| Защитник   | Микко Лехтонен     |
| Нападающий | Марк Стоун         |
| Нападающий | Вильям Нюландер    |
| Нападающий | Якуб Ворачек       |